# Ні капітуляції!
Ні капітуляції! — протестні акції в Україні проти політики Президента України Володимира Зеленського щодо його бачення способу врегулювання війни на сході України. Учасники акцій вважають імплементацію Мінських угод за «формулою Штайнмаєра» капітуляцією перед Росією в Російсько-українській війні.

## Передумови
1 жовтня 2019 року російські ЗМІ оголосили, що українська делегація підписала формулу Штайнмаєра на черговому засіданні Тристоронньої контактної групи.
Через декілька годин Офіс президента анонсував терміновий брифінг. На брифінгу Володимир Зеленський повідомив, що Україна погодила так звану формулу Штайнмаєра щодо виборів на окупованому Донбасі, за якими передбачається виведення будь-яких військ із Донецької та Луганської областей та проведення там виборів..
ЗМІ російських терористичних організацій на окупованому Донбасі заявили, що підписання даних домовленостей — «це перемога ДНР і ЛНР над Україною».
Також, позитивно оцінили підписання формули в Росії, в НАТО, Франції та Німеччині.

## Хронологія подій

### Жовтень 2019 року

#### 1 жовтня
Вже через декілька годин після заяви під Офісом президента України і на Майдані Незалежності зібралися спонтанні акції протесту проти погодження «формули Штайнмаєра» і капітуляції України. Цього дня акції відбулись також у Дніпрі, Львові, Маріуполі та Харкові.

#### 2 жовтня
У ніч на 2 жовтня 2019 року акції протесту проти підписання «формули Штайнмаєра» і капітуляції України відбулись у Запоріжжі і Черкасах. Зранку — акція під Верховною Радою України в Києві. Ввечері — велелюдний кількатисячний мітинг у Києві. А також протягом дня — акції і протести у Вінниці, Дніпрі, Житомирі, Запоріжжі, Івано-Франківську, Краматорську, Кривому Розі, Кропивницькому, Луцьку, Львові, Маріуполі, Миколаєві, Одесі, Полтаві, Рівному, Сєвєродонецьку, Сумах, Ужгороді, Харкові, Херсоні, Хмельницькому, Чернівцях, Чернігові.
Львівська і Тернопільська обласні ради схвалили рішення, якими засудили «формулу Штайнмаєра». Активісти зауважили, що відбувся перетин «червоної лінії». Три фракції Верховної Ради («Голос», «Європейська Солідарність» та «Батьківщина») погодили спільну пропозицію до президента України особисто прояснити у парламенті свою позицію щодо подальшої деокупації та реінтеграції тимчасово окупованих територій Донецької та Луганської областей. Про це від імені трьох фракцій заявив народний депутат Сергій Рахманін.
«ЄС» не братиме участі у засіданнях Верховної Ради, поки Зеленський не надасть пояснень щодо «формули Штайнмаєра».

#### 3 жовтня
3 жовтня 2019 року активісти оголосили про створення «Руху опору капітуляції». Під заявою про це підписалися низка громадських організацій і суспільних діячів. Окрім того, цього дня проти «формули Штайнмаєра» виступили депутати Івано-Франківської обласної ради, Дрогобицької міської ради, Сокальської районної ради та Турківської районної ради Львівської області.

Ввечері 3 жовтня Президент Зеленський виступив зі зверненням до протестувальників:
Я поважаю конституційне право кожного громадянина України на протест, я чую вас, і повірте — я ніколи не здам Україну!

#### 4 жовтня
4 жовтня 2019 року в Житомирі, де президент України Володимир Зеленський провів зустріч із президентом Білорусі Олександром Лукашенком, активісти кампанії провели протест проти «формули Штайнмаєра» і капітуляції України. Поліція не пустила протестувальників на Соборну площу перед театром, де відбувалась зустріч. Під час акції сталися сутички з поліцією — правоохоронці виривали фаєри з рук мітингувальників. Після завершення протесту активісти повідомили про переслідування учасників флешмобу поліцією на Житомирській трасі.
Того ж дня на позачергових сесіях Дубенської, Трускавецької та Ковельської міських рад — в усіх випадках одноголосно — ухвалили рішення про звернення до влади України щодо недопущення реалізації «формули Штайнмаєра». У Черкаській міській раді за відповідне звернення проголосувало 34 з 42 депутатів, у Полтавській — 30 з 32-х присутніх. Яворівська міська рада 18-ма голосами з 26-ти проголосувала за звернення проти «формули Штайнмаєра». Звернення щодо неприпустимості реалізації «формули Штайнмаєра» підтримали на своїй сесії депутати Бориславської міської ради, Радехівської і Самбірської районних рад та Яремчанської міської ради. Також до Президента звернулася Полонська міська рада (19 голосів з 24 присутніх) та районні ради Косівщини, Бережанщини, Збаражчини та Борщівщини.
Верховинська, Долинська, Коломийська та Тлумацька районні ради Івано-Франківської області виступили проти реалізації «формули Штайнмаєра».

#### 5 жовтня
5 жовтня 2019 року Хмельницька обласна рада закликала президента Володимира Зеленського і Верховну Раду в жодному разі не надавати особливий статус окупованим територіям Донбасу та не реалізовувати так звану «формулою Штайнмаєра».
Того ж дня з аналогічними зверненнями виступили міськради Дубна, Кам'янець-Подільського, Кропивницького, Славути, Сум, Рівного та Черкас. Надвечір стало відомо про звернення від міськрад Калуша, Коломиї та Косова.

#### 6 жовтня
Відбулась всеукраїнська акція протесту. На Майдані Незалежності в Києві зібралося близько 10 тисяч протестувальників. Протести пройшли в усіх обласних центрах, а також у Кривому Розі, Маріуполі, Мелітополі, Нікополі, Козятині, Славуті, Бердянську, Кременчуку тощо. Окрім того, мітинг «Ні капітуляції» відбувся у Празі.

#### 7 жовтня
Анонсоване на 7 жовтня 2019 року розведення військ на ділянках поблизу Петрівського та Золотого вирішено відтермінувати через порушення бойовиками невизнаних республік режиму «тиші». Про це заявив міністр закордонних справ України Вадим Пристайко.
Полк Національної гвардії «Азов» ухвалив рішення залишитися в селищі Золотому навіть після відведення військ.
Голова комітету Верховної Ради з міжнародних відносин і нардеп від «Слуги народу» Богдан Яременко заявив, що капітуляція вже відбулася. Також він додав, що якщо російські військові і бойовики захочуть взяти участь у виборах на Донбасі без зброї — то можуть залишатися.
Того ж дня на позачергових сесіях проти реалізації «формули Штайнмаєра» виступили міські ради Острога та Бурштина, а також Калуська районна рада. З заявою щодо рішучого заперечення «спроби через реалізації так званої „формули Штайнмаєра“ розміняти перспективи Української державності на примарний мир ціною приниження країною-агресором, що знову зробить Україну частиною Росії» виступили на сесії депутати Самбірської міської ради.
Надвірнянська міська рада звернулася до глави держави щодо недопущення змін ЗУ «Про особливий статус Донбасу» за так званою «формулою Штайнмайєра».
«Звернення до Президента України В.Зеленського щодо врегулювання ним проблематики Донбасу і Криму виключно в національних інтересах України та відповідно до українського законодавства і визнаних міжнародних правових норм» прийняли на XXXIV позачерговій сесії депутати Дрогобицької районної ради VII скликання.
Кременецька районна рада підтримала обласну.

#### 8 жовтня
8 жовтня до Верховної Ради та Президента України із заявою про "недопущення імплементації «формули Штайнмаєра» звернулися депутати Херсонської міської ради (28 голосів з 54), Рівненщини (45 з 64), Червонограда, Борисполя і Нового Роздолу.
Районні ради, які того ж дня ухвалили звернення: Житомирська, Гощанська, Гусятинська, Демидівська, Корецька, Підволочиська та Радивилівська.
Начальник Генштабу — головнокомандувач ЗСУ Руслан Хомчак заявив, що українські війська повернуться на позиції 2016 року.
Заступник командира Української добровольчої армії Андрій Гергерт заявив, що добровольці займуть позиції ЗСУ, якщо відбудеться відведення військ на Донбасі.

#### 9 жовтня
Івано-Франківська і Хмельницька міські ради підтримали обласні і також вимагають в Президента не допустити втілення «формули Штайнмаєра».
Того ж дня Ніжинська міська рада першою на Чернігівщині ухвалила аналогічне звернення до центральної влади (21 голос з-поміж 37).
Після кількох спроб погодження тексту заяви Чернівецька обласна рада 33-ма голосами підтримала звернення до Верховної Ради та Президента про недопущення реалізації «формули Штайнмаєра». Такою самою кількістю голосів схоже звернення прийняла Кіровоградська обласна рада.
Нетішинська міська рада на позачерговій сесії проголосувала за звернення до центральних органів влади щодо недопущення капітуляції.
Білоцерківська міська рада на пленарній сесії погодила звернення до парламенту та Президента України щодо недопустимості капітуляції.
Березнівська та Костопільська районні ради Рівненської області на позачергових сесіях схвалили звернення до Президента України щодо недопущення реалізації «формули Штайнмаєра». Рішення було надіслано до Президента України, Верховної Ради України та Рівненської обласної ради.
Ізяславська районна рада на позачерговій сесії висловилася категорично проти реалізації «формули Штайнмаєра».

#### 10 жовтня
Луцька та Горохівська міські ради схвалили звернення до керівників держави щодо недопущення реалізації Мінських угод за «формулою Штайнмаєра». Луцька міськрада у своєму зверненні висунула вимогу розірвати дипломатичні стосунки з РФ до повної деокупації українських земель, ввести воєнний стан у прифронтових територіях, повну блокаду окупованих територій, не допустити «особливого стану» для ОРДЛО, проводити вибори на тимчасово окупованих територіях тільки після повної деокупації.
Проти «формули» висловилася Львівська міська рада, Яготинська міська рада та міськрада Городка на Хмельниччині.
Того ж дня на позачерговій сесії Броварська міська рада проголосувала за звернення до Президента, Верховної Ради України та РНБО щодо недопущення реалізації «формули Штайнмаєра».
Міська рада Долинської постановила звернутися до Презилента України щодо неприпустимості відведення Збройних Сил України на Донбасі за «формулою Штайнмаєра».
Бахмацька районна рада 22-ма голосами з 34-х звернулася до керівництва країни щодо недопущення здачі національних інтересів.
Підгаєцька та Чортківська районні ради підтримала депутатів Тернопільської обласної.
Любомльська районна рада одноголосно висловила незгоду з імплементацією «формули».
Галицька районна рада схвалила звернення депутатів до Президента України, Верховної Ради України та Кабінету Міністрів.
Горохівська, Іваничівська та Новгород-Сіверська районні ради схвалили звернення щодо недопущення капітуляції.

#### 11 жовтня
Черкаська обласна рада 51 голосом (з 82) виступила проти так званої «формули».
Козятинська міська рада 21 голосом з 35 проголосувала за підтримку рішення віче та звернення до Президента України та Верховної Ради України.
Шепетівська міська рада на позачерговій сесії ухвалила звернення щодо недопущення реалізації «формули Штайнмаєра».
Городенківська районна рада підтримала обласну.
Козівська районна рада Тернопільської області підтримала обласну.
В Одесі під стінами філармонії, де була зустріч президента Зеленського, відбулася акція протесту проти капітуляції України, участь у ній взяли близько 50 людей.

#### 12 жовтня
У Полтаві на в'їздах до міста активісти підняли прапори з написом «Ні капітуляції».

#### 14 жовтня
14 жовтня 2019 року відбулась низка протестів. О 12:00 почалася акція під Офісом президента України проти розведення військ на «Захисти українців Донбасу!». О 13:00 — «Марш УПА», який пройшов під назвою «Захистимо українську землю!», а о 16:00 — «Марш спротиву капітуляції». Інші протестні акції відбулись також у Запоріжжі, Дніпрі, Харкові, Богуславі, Маріуполі, Львові.
Голова МЗС України Вадим Пристайко у Люксембурзі заявив, що «формула» — шлях до миру, альтернативою якому може бути повна мобілізація та спрямування третини бюджету країни на потреби армії. Це сталося на тлі реєстрації депутатом від «Слуги Народу» двох законопроєктів щодо скасування військового збору.

#### 15 жовтня
Стрийська міська рада закликала військово-політичне керівництво України жодним чином не йти на імплементацію так званих пропозицій за «формулою Штайнмаєра».
Схожу заяву реферували Рожищенська і Новоград-Волинська районні ради.

#### 16 жовтня
Володимирецька та Дубровицька райради Рівненської області підтримали обласну і схвалили звернення до влади України.
Глибоцька районна рада виступила із заявою проти виконання «формули Штайнмаєра».

#### 17 жовтня
Проти імплементації так званої «формули Штайнмаєра» виступили Новоград-Волинська та Старокостянтинівська міські ради.
Сколівська районна рада Львівської області підтримала обласну.

#### 18 жовтня
Вінниччина стала дев'ятою областю, де обласна рада ухвалила звернення щодо недопущення реалізації «формули Штайнмаєра».
Проти «формули» виступили Пологівська, Красилівська та Прилуцька міські ради.
Монастириська районна рада підтримала депутатів Тернопільської облради.
Кам'янка-Бузька та Пустомитівська районні ради закликали керівництво держави не допустити капітуляції.
Тисменицька районна рада підтримала обласну.

#### 22 жовтня
Маньківська районна рада (Черкаська область) виступила проти «формули Штайнмаєра».

#### 23 жовтня
Здолбунівська районна рада виступила проти «формули Штайнмаєра».

#### 24 жовтня
Волинська обласна рада підтримала звернення усіх місцевих рад, які засудили «формули Штайнмаєра».
Депутати Радомишльської міськради проголосували проти «формули Штайнмаєра».
Монастириська міська та Зборівська районна ради Тернопільської області підтримали обласну.
Ківерцівська районна рада Волинської області підтримала обласну.
Буська районна рада Львівської області підтримала обласну.
Заставнівська районна рада виступила проти реалізації так званої «формули Штайнмайєра».
Снятинська районна рада підтримала обласну.

#### 25 жовтня
Тернопільська міська рада 38-ма голосами «за» (усі присутні депутати) висловилася проти «формули Штайнмаєра».
Проти реалізації «формули» виступили Вараська міська рада та Сторожинецька, Острозька, Новосанжарська і Шацька районні ради.

#### 28 жовтня
Депутати Канівської та Чортківської міських рад закликали не допустити реалізації «формули Штайнмаєра».

#### 29 жовтня
Зеленський дав наказ українським військовим покинути Золоте Попаснянського району Луганської області. Відступ військ відбувався під обстріли російських військових. Президент Зеленський прокоментував дане рішення, сказавши, що «це прекрасно».
Під Офіс президента у Києві вийшли сотні людей, які висловили протест проти рішення Зеленського вивести війська із Золотого.

#### 31 жовтня
Токмацька міська рада виступила зі зверненням проти «формули Штайнмаєра».
Депутатський корпус Костопільської міської ради підтримав проєкт рішення під назвою "Про звернення депутатів Костопільської міської ради Рівненської області до Президента України, щодо недопущення реалізації так званої «формули Штайнмайєра».

### Листопад 2019 року

#### 1 листопада
1 листопада Президента України Володимира Зеленського, який представив у Тернополі нового голову ОДА, біля входу до будівлі обласної адміністрації зустрів натовп, який вигукував гасла «Ганьба!» та «Ні капітуляції!».

#### 8 листопада
Старовижівська районна рада виступила проти реалізації «формули Штайнмаєра».

#### 14 листопада
14 листопада Нововолинська міська рада Волинської області ухвалила звернення до Президента України, Прем'єр-міністра України та Голови Верховної Ради України щодо реалізації так званої «формули Штайнмаєра». У зверненні депутатський корпус, зокрема, закликав «військово-політичне керівництво української держави жодним чином не йти на імплементацію так званих пропозицій за „формулою Штайнмаєра“, бо в запропонованому вигляді вони є нічим іншим, як інструментом досягнення імперських геополітичних інтересів Росії за рахунок державного суверенітету та незалежності України».

#### 21 листопада
Кіцманська районна рада звернулася до очільників держави з приводу «формули Штайнмаєра».
Попільнянська районна рада схвалила текст звернення до Президента України, Верховної Ради України та Кабінету Міністрів України щодо неприйняття «формули».

#### 22 листопада
22 листопада Славутицька міська рада виступила зі зверненням до Президента України щодо недопущення реалізації так званої «формули Штайнмаєра».

#### 28 листопада
Бородянська районна рада та Вишнева міська рада підтримали рішення "проти капітуляції України за так званою формулою Штайнмаєра.

### Грудень 2019 року

#### 8 грудня
За різними оцінками, від 8 до 18 тис. осіб взяли участь в акціях «Червоні лінії» та «Ні капітуляції!» на Майдані Незалежності у Києві. Організатори мітингу заявили, що метою акції є привернути увагу президента України Володимира Зеленського до неприпустимості капітуляції України за результатами зустрічі у нормандському форматі 9 грудня.

### Органи місцевого самоврядування, що виступили проти «формули Штайнмаєра»
— обласна рада,  — районна рада,  — міська рада.
Жирним позначено обласні центри; у випадку двох дат першою (кольором) вказана дата звернення обласної або районної ради

### Травень 2020 року

#### 24 травня
Близько тисячі осіб взяли участь в акції «Ні капітуляції!» на Майдані Незалежності у Києві. За словами організаторів мітингу метою акції є протест проти капітуляційної політики шостого Президента України.
Того ж дня аналогічні мітинги відбулися у низці обласних центрів: Дніпрі, Запоріжжі, Луцьку, Сумах, Одесі, Харкові тощо.

### Підтримка позиції Зеленського
7 жовтня, після зустрічі з активістами, голова Волинської обласної ради Ірина Вахович заявила, що не бачить підстав для проведення позачергової сесії та звернень до Президента:
Волинь підтримала Володимира Зеленського на президентських виборах 21 квітня 2019 року, вона віддала голоси за його політичну силу на парламентських виборах 21 липня 2019 року. Закликаю краян висловити кредит довіри Президенту і у цей складний час, коли питання мирних перемовин є дуже потрібним та надто важким завданням. А політиків прошу не нагнітати ситуацію, адже реальними ворогами України є, окрім путінської агресії, внутрішні провокатори, що породжують протистояння між співвітчизниками.
[...]
Тому позачергової сесії Волинської обласної ради на вимогу протестувальних груп я скликати не буду. Планова сесія Волинської обласної ради відбудеться 24.10.2019 року, де депутатські фракції зможуть висловити свої позиції в тому числі з даного питання— І. Вахович
8 жовтня очільник Закарпатської ОДА Ігор Бондаренко на прес-конференції з приводу «реакції суспільства щодо врегулювання ситуації на Донбасі» зазначив, що повністю підтримує позицію Президента України Володимира Зеленського і закликав "не лякатися «формули Штайнмайєра».
16 жовтня Харківська міська рада звернулася до Президента, аби висловити свою підтримку і водночас закликала місцеві ради усіх рівнів «підтримати зусилля Президента України Володимира Зеленського у його діяльності на шляху повернення миру в Україну». Депутати Харкова також вимагають від політиків утриматися від проведення акцій «Ні капітуляції»

### Провалені голосування
Деякі органи влади на місцях (зокрема, і у безпосередній близькості від лінії розмежування) не проголосували за відповідні звернення до найвищої ланки керівництва України і, як наслідок, не долучилися до акції «Ні капітуляції».
- Кременчук[237]
- Краматорськ[238][239]
- Лебедин[240]
- Олександрія[241]
- Запоріжжя[242]

У Житомирі проєкт звернення було відкликано ініціатором через те, що «воно б не пройшло на сесії», а обласній раді на позачерговій сесії забракло голосів, аби ухвалити рішення про звернення.
18 жовтня Херсонська обласна рада не підтримала проєкт звернення щодо недопущення капітуляції України у російсько-українській війні. «За» проголосувало 12 з 47 присутніх депутатів.
24 жовтня Полтавська обласна рада тричі безрезультатно намагалася поставити на порядок денний звернення щодо недопущення реалізації так званої «формули Штайнмаєра».
25 жовтня Сумська обласна рада не підтримала проєкт звернення щодо «формули Штайнмаєра».
30 жовтня позачергова (75-а) сесія Олександрійської міської ради не підтримала проєкт рішення стосовно так званої «формули Штайнмаєра» (з 37 депутатів «За» — 12; «Проти» — 5; «Утримались» — 5; «Не голосували» — 1; Відсутні — 14).
3 грудня на 56-й позачерговій сесії Яготинської міської ради депутати відхилили звернення щодо недопущення прийняття законодавчих актів України за т. зв. «формулою».

#### Спроби залишитися осторонь
Позачергова сесія Рівненської облради, скликана 3 жовтня через узгодження «формули Штайнмаєра», не відбулася через неявку депутатів.
Депутати міськради Чернівців ані 3 ані 11 жовтня не змогли визначитися зі своїми поглядами на так звану «формулу Штайнмаєра» (вдруге через відсутність кворуму).
Сєвєродонецька міська рада на засіданні 9 жовтня не розглядала пропозицію звернення щодо «формули Штайнмаєра», а позачерговій сесії 18 жовтня не вистачило кворуму.

### Ставлення суспільства до акції
За опитуванням проведеним КМІС з 9 по 11 жовтня 2019 року 26 % українців підтримують протести проти узгодження Україною «формули Штайнмаєра». При цьому 41 % виступають проти цих демонстрацій. 22 % заявили, що мало знають про вимоги протестувальників і не можуть відповісти, 10 % нічого не чули про протести, 1 % — відмовилися відповідати.

## Галерея

Київ, 6 жовтня 2019 року
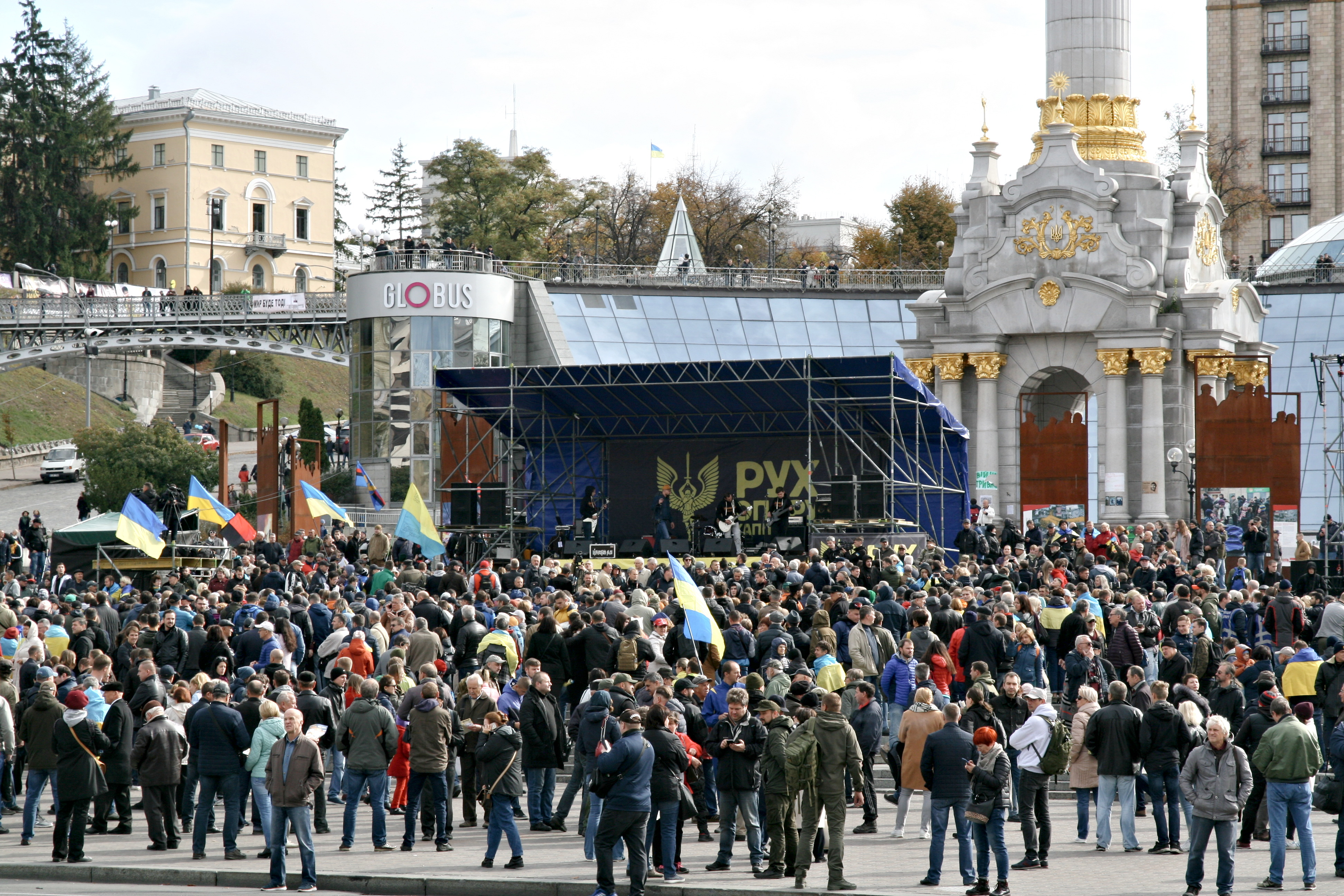
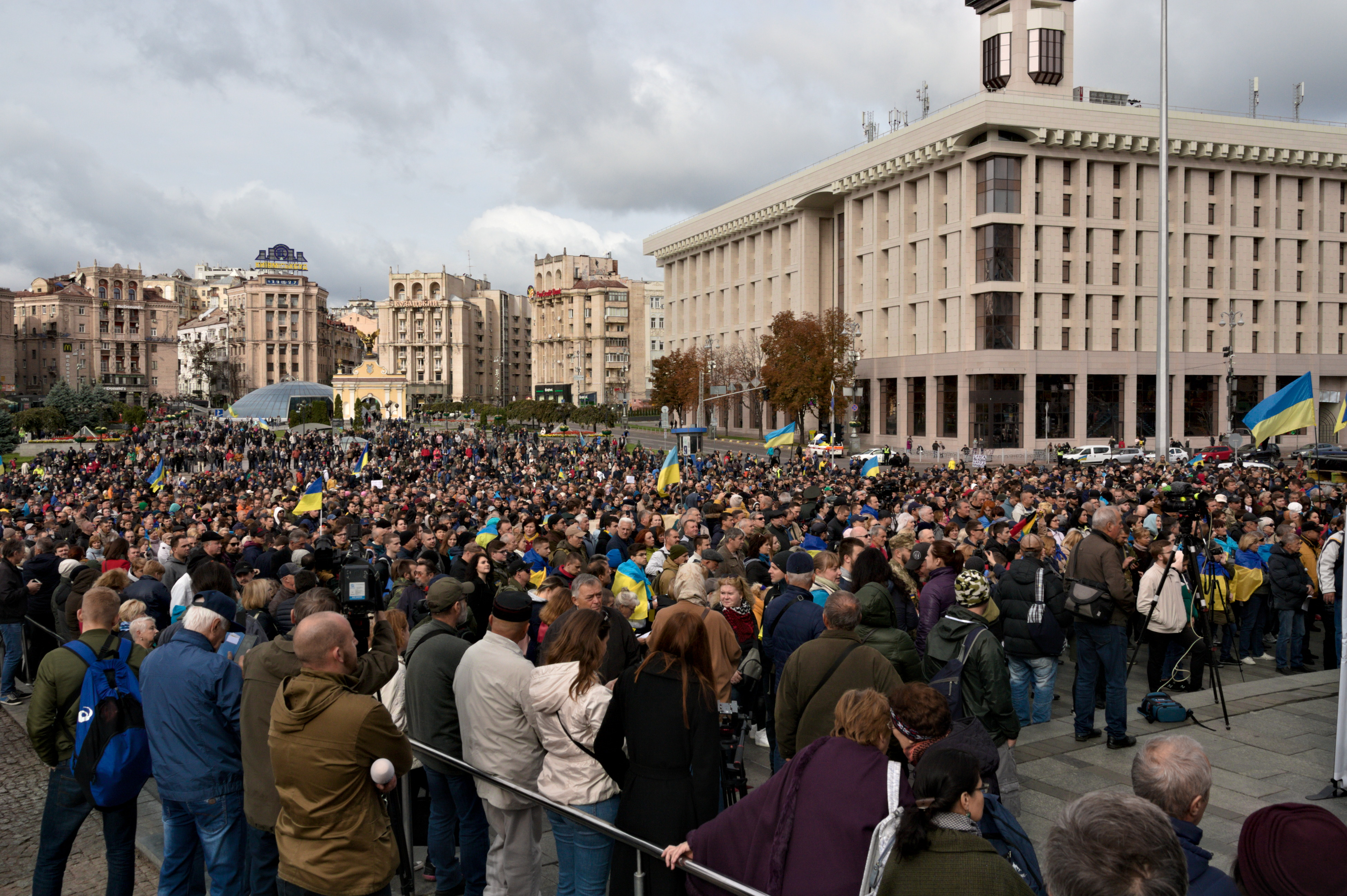
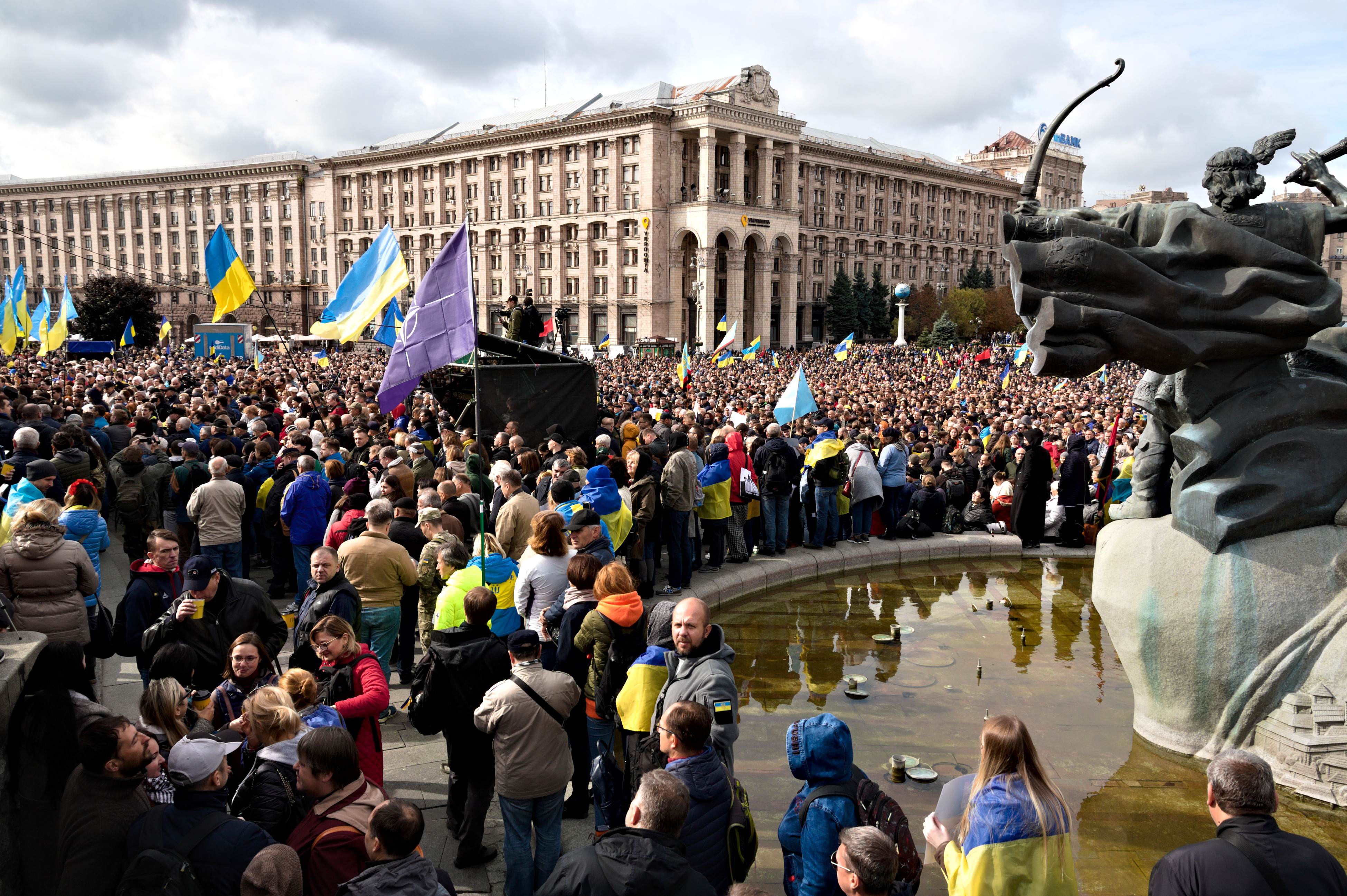
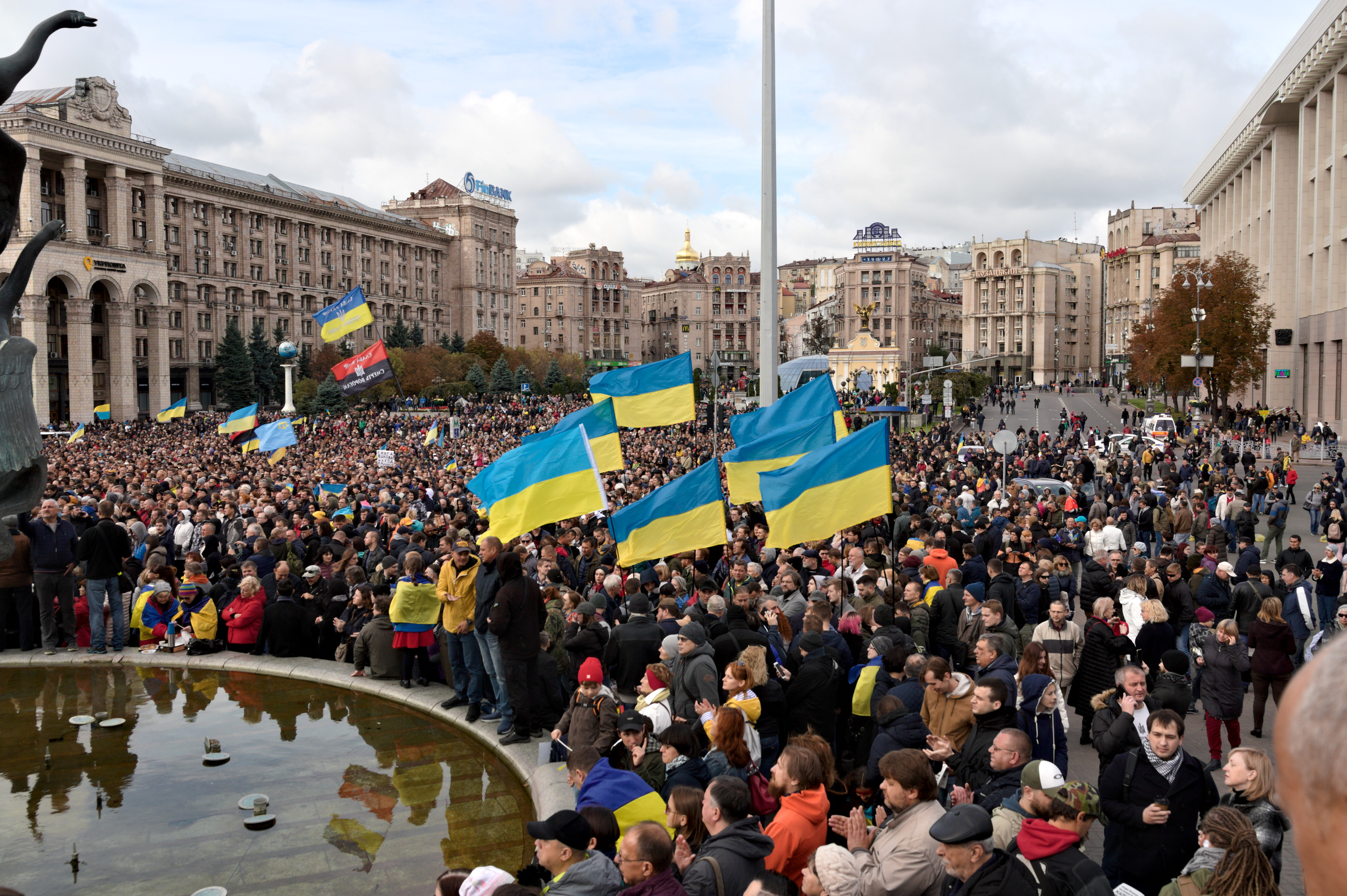
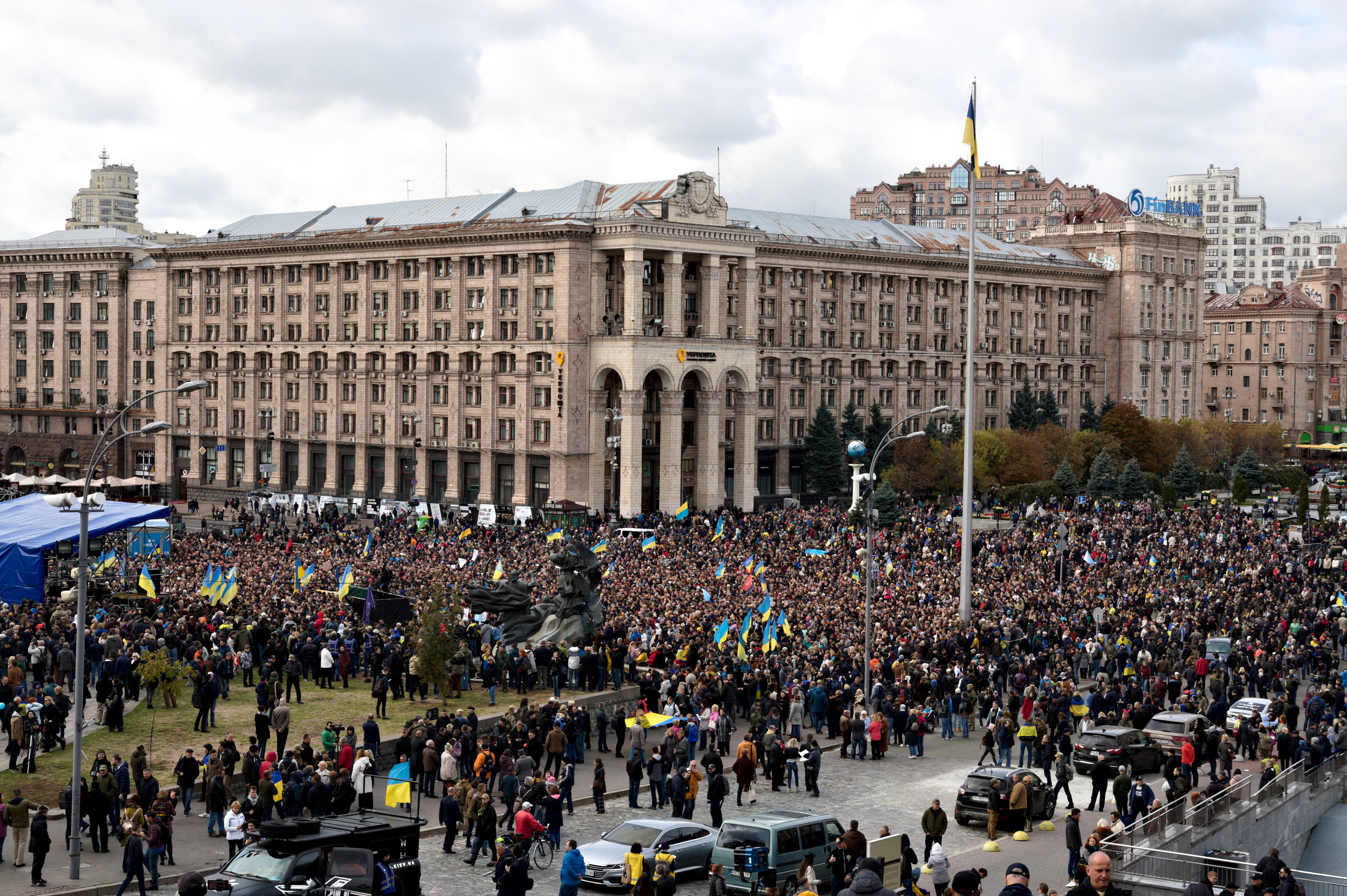
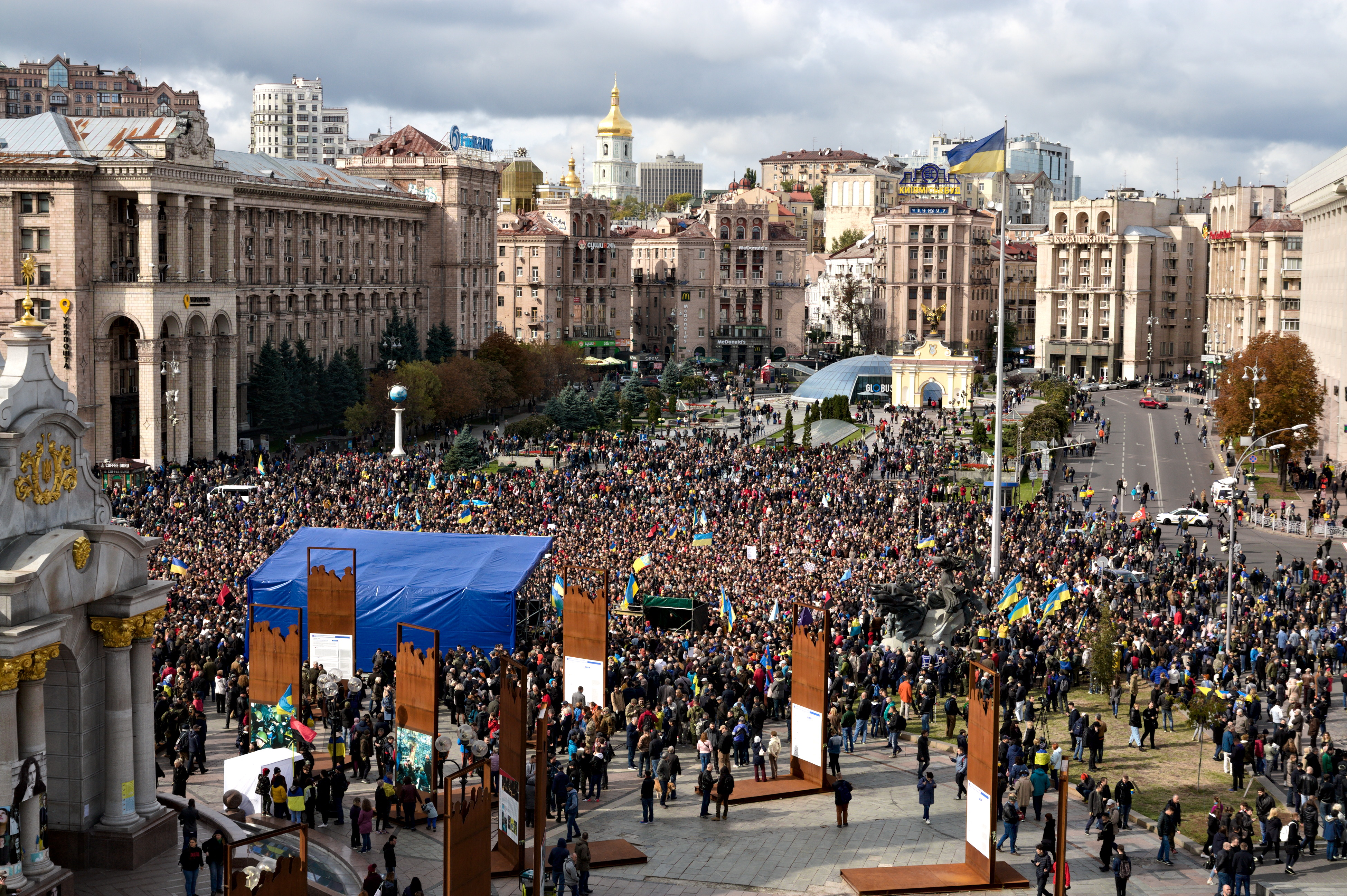
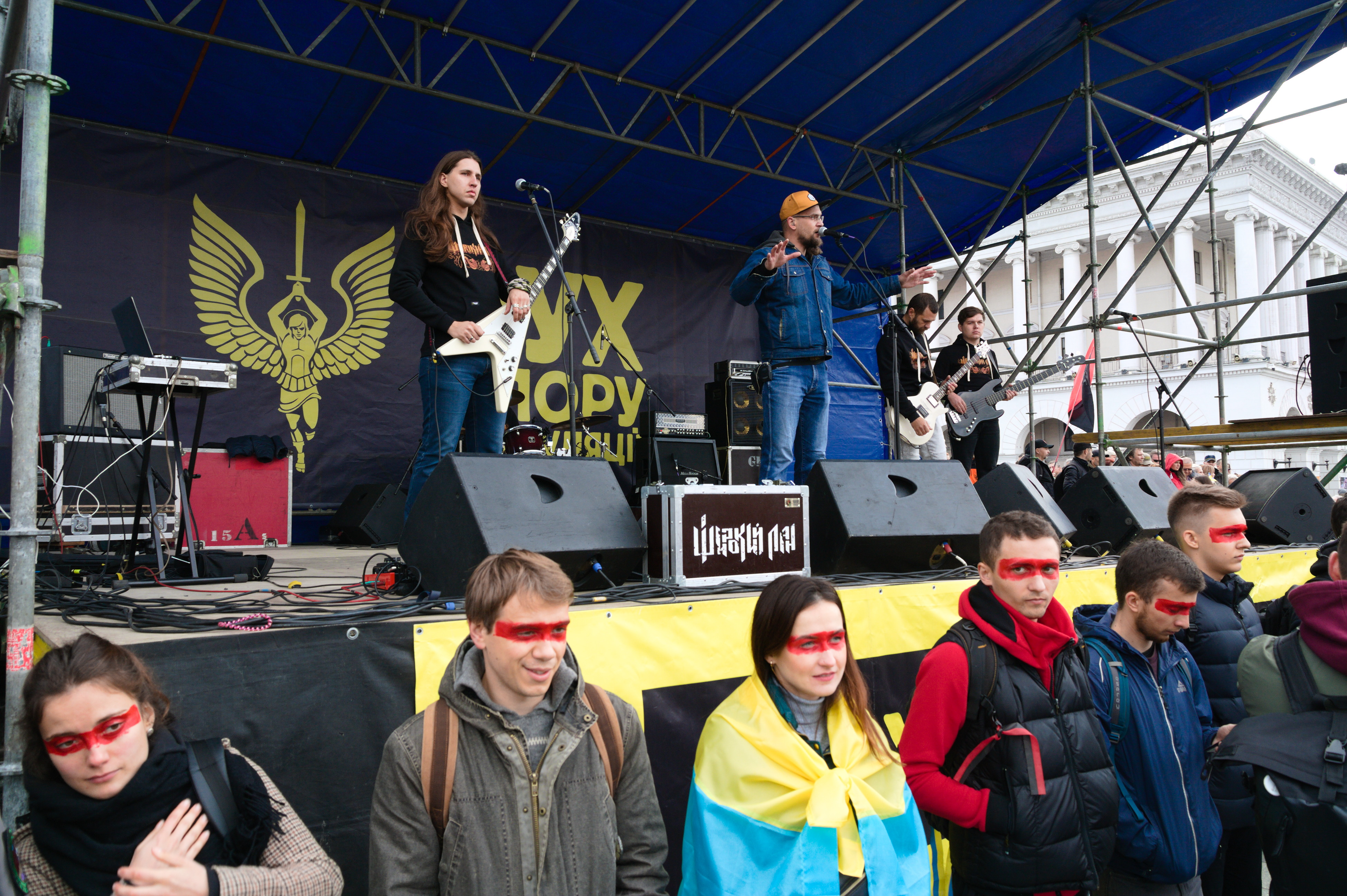
«Червоні лінії»
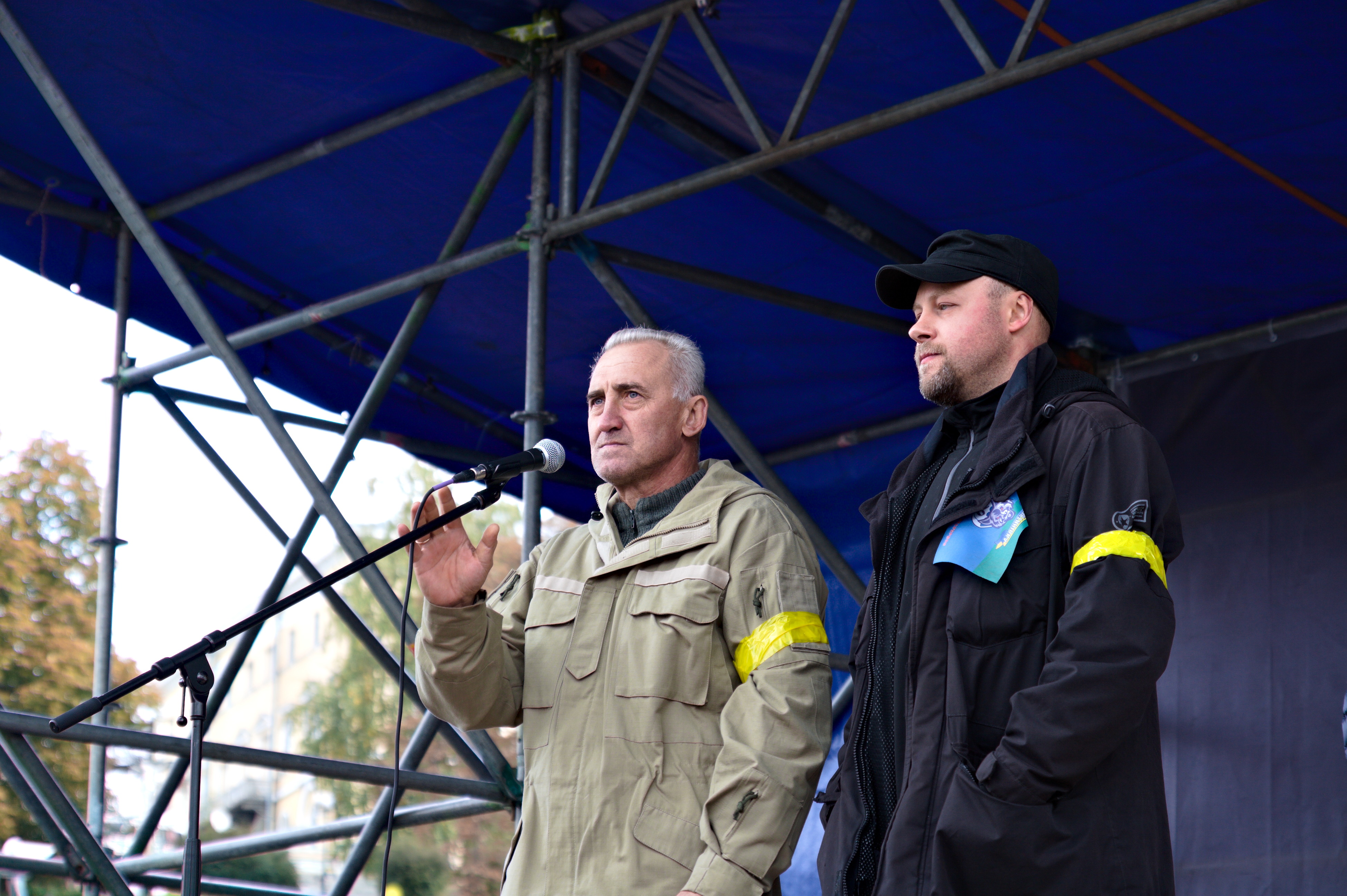
Віталій Баранов і Андрій Шишук
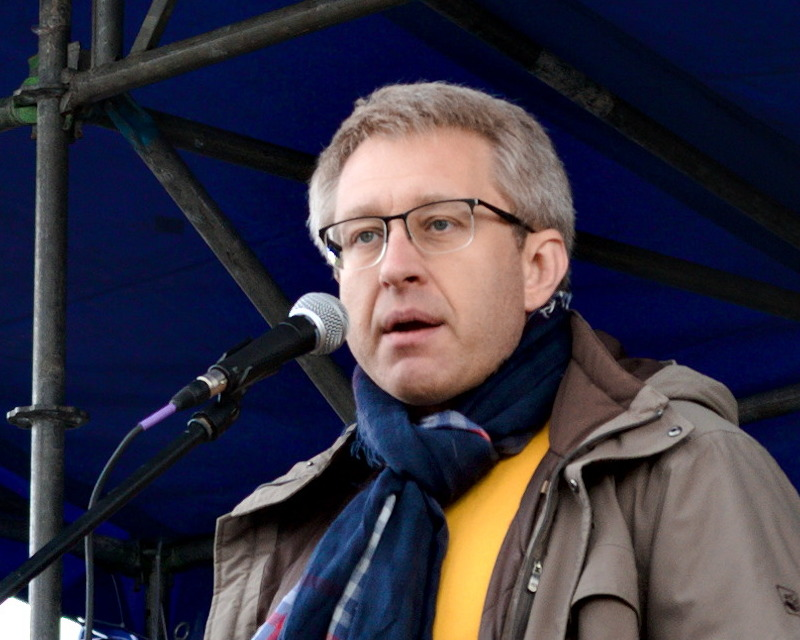
Віталій Гайдукевич
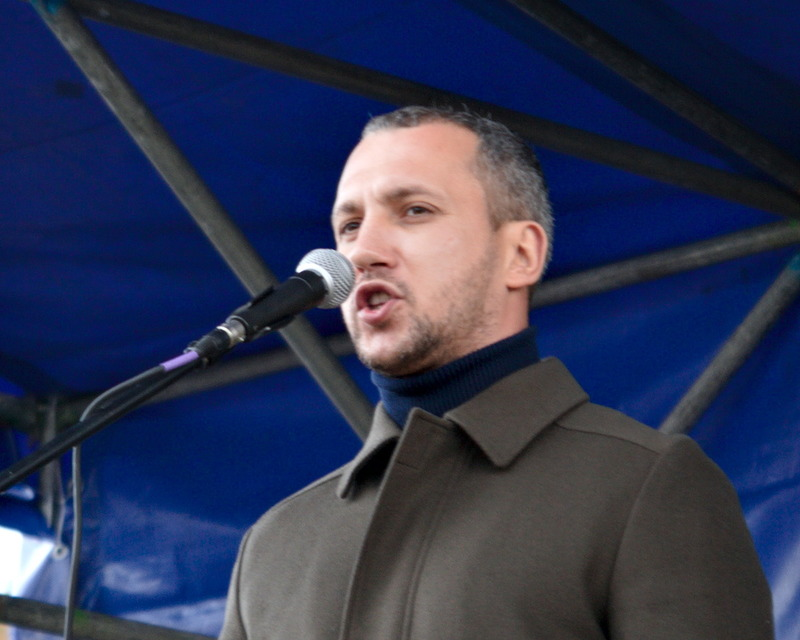
Дмитро Лінько
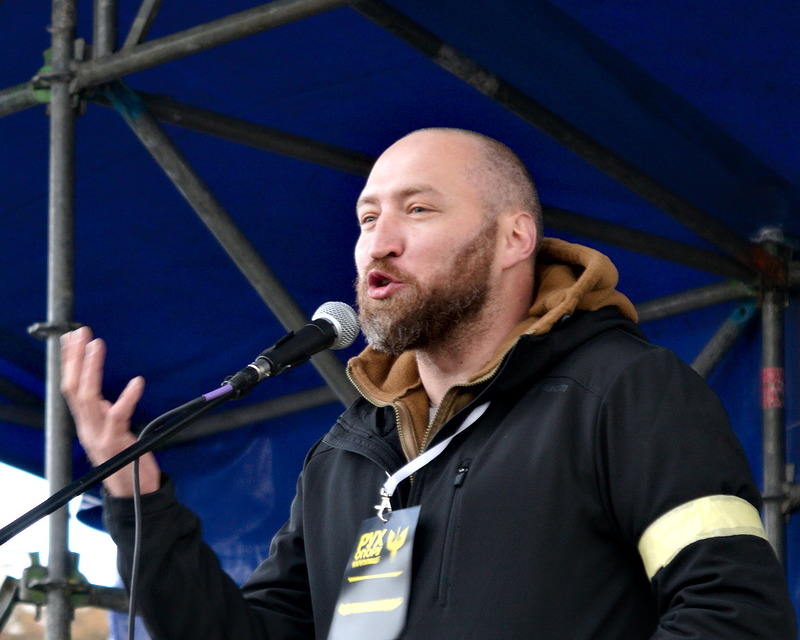
Мирослав Гай
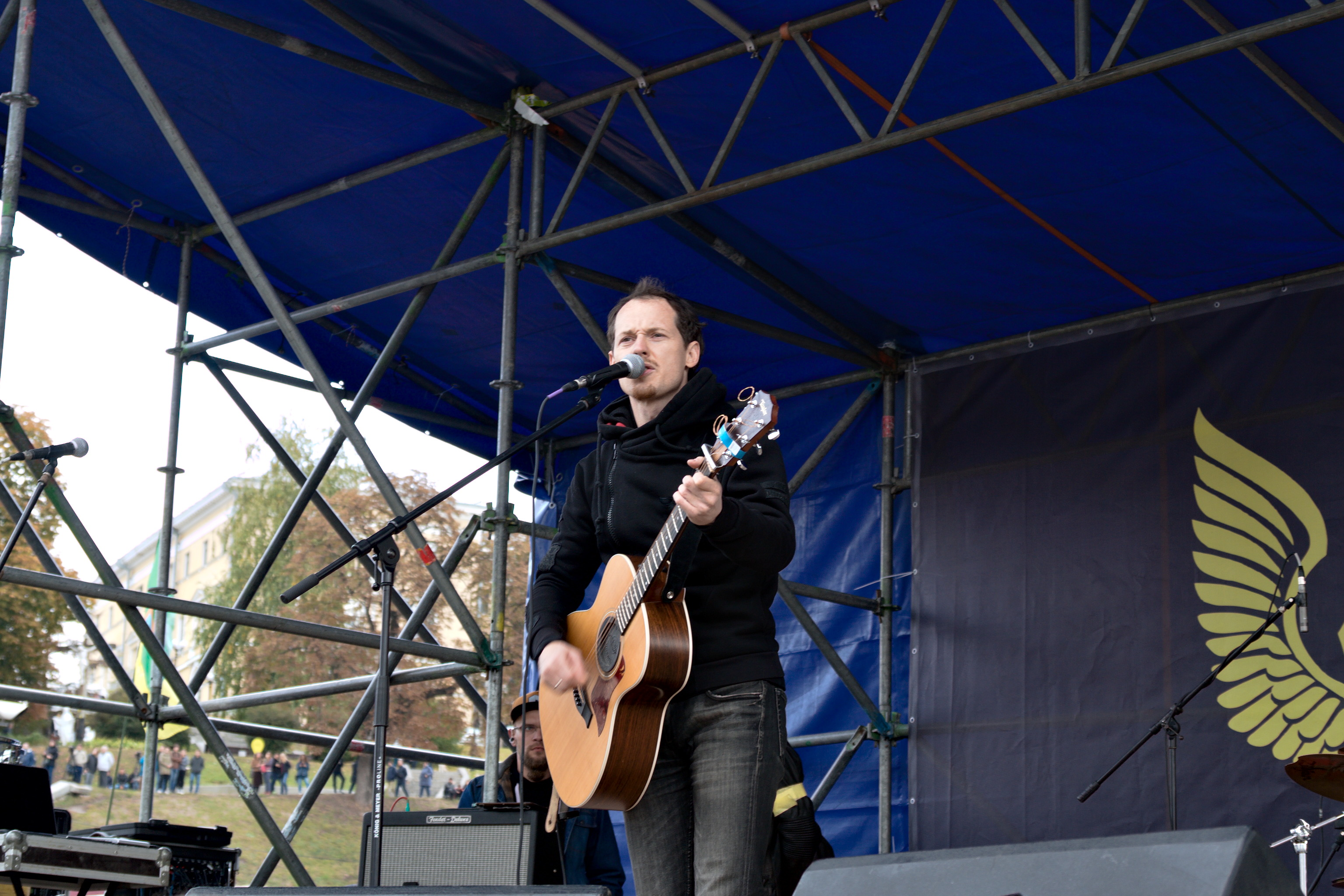
Сергій Василюк

«Захисти українців Донбасу!», Київ, 14 жовтня 2019 року
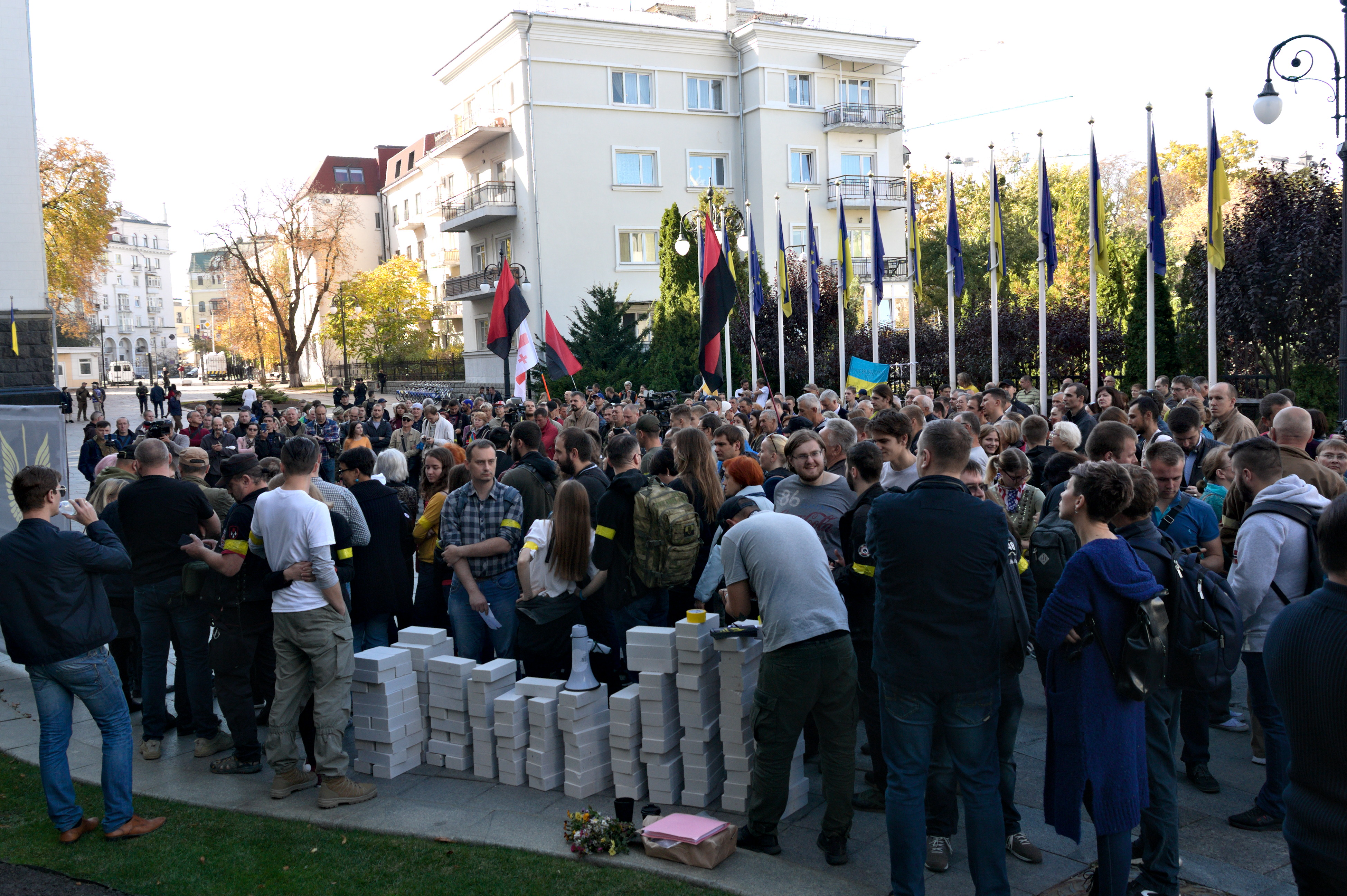
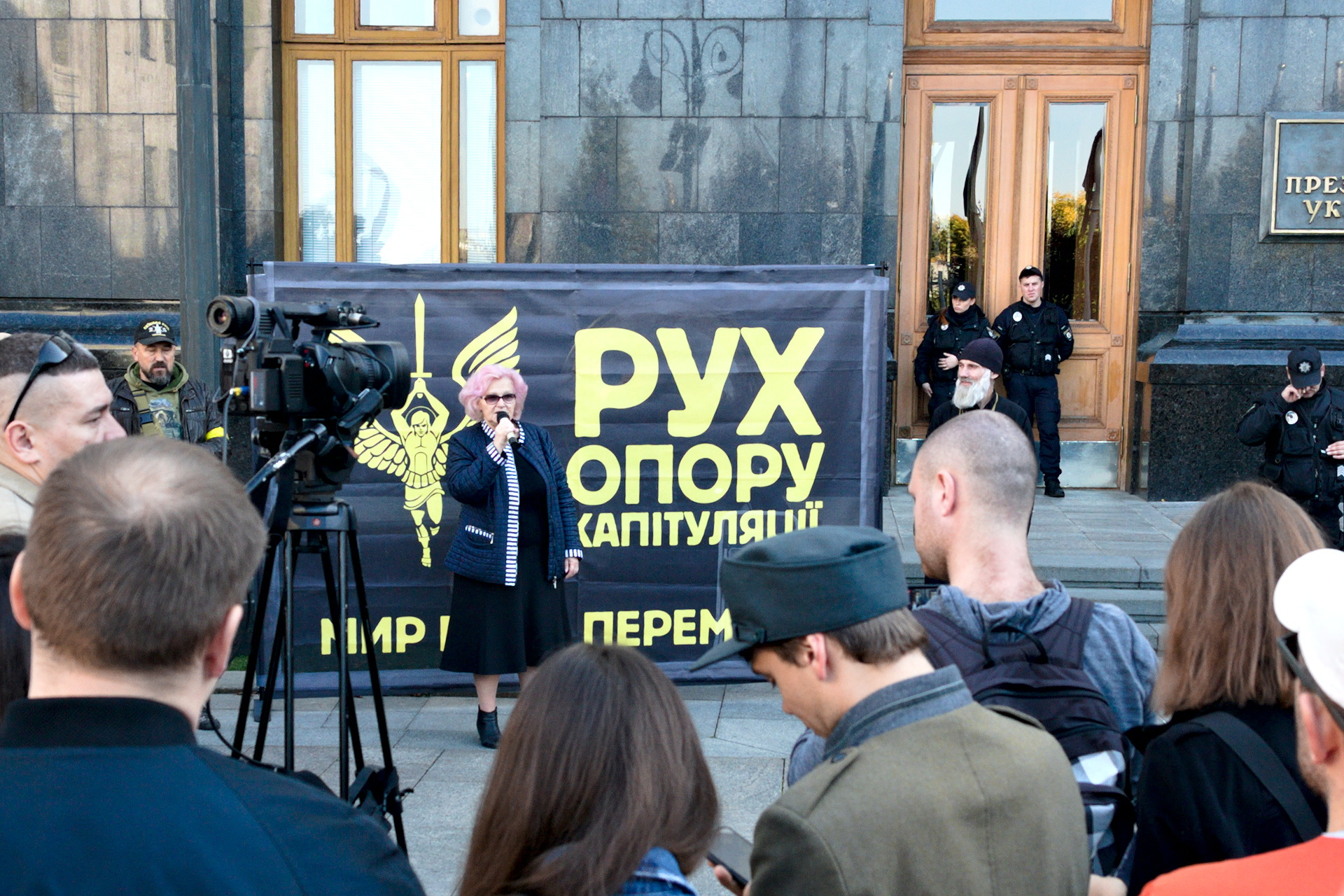
Наталя Журбенко
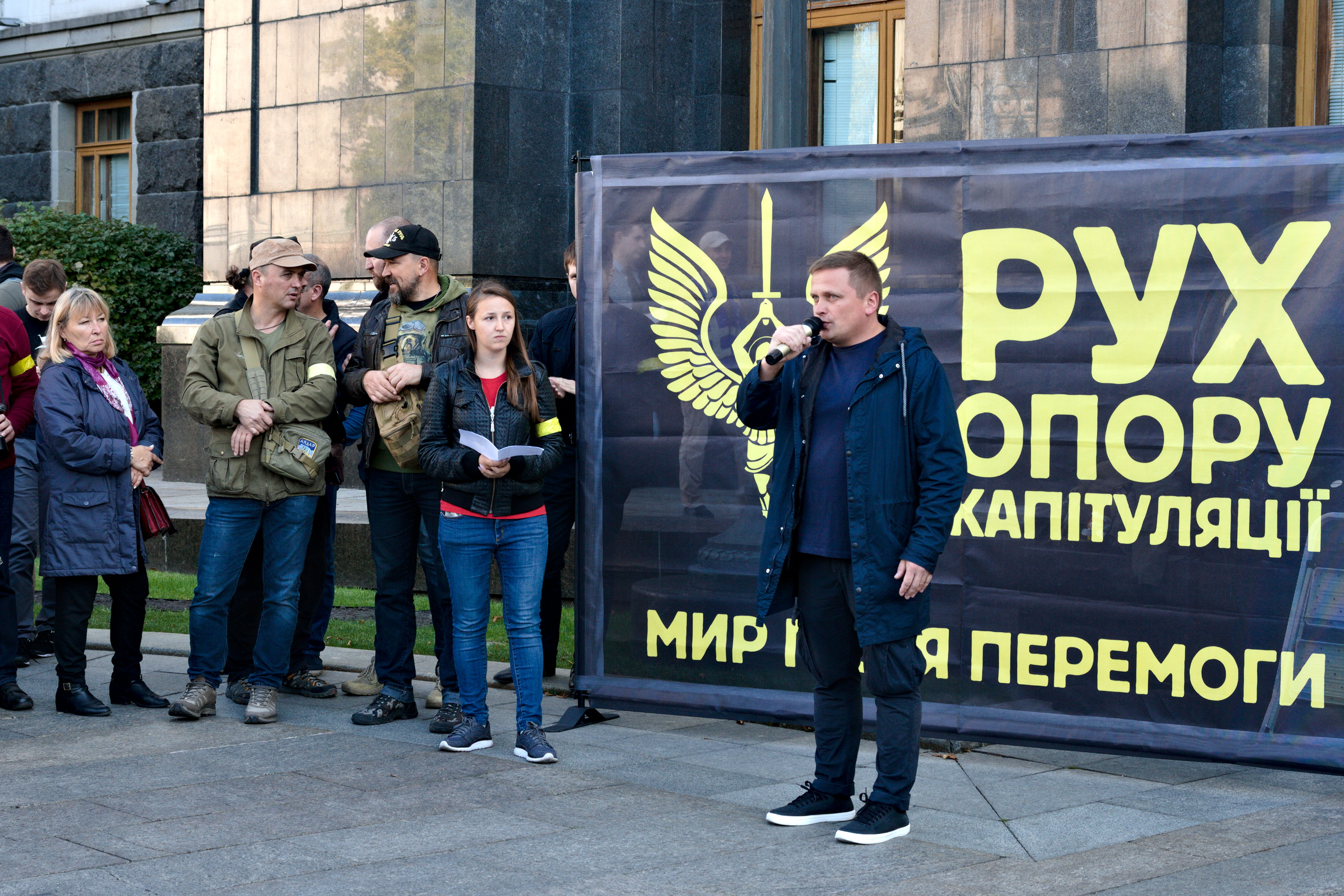
Костянтин Рєуцький
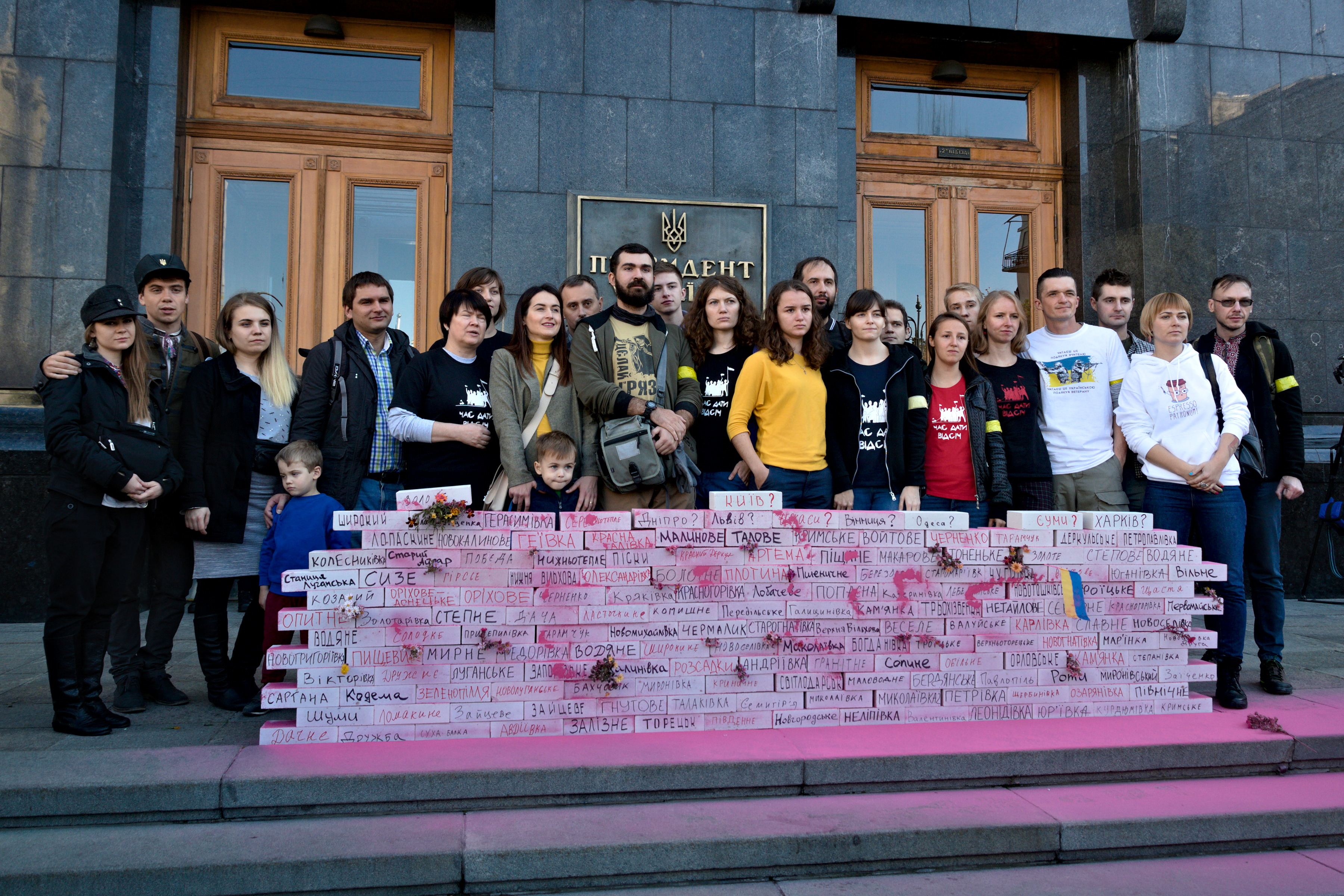
Стіна з назвами населених пунктів, які залишаться без захисту в разі розведення військ
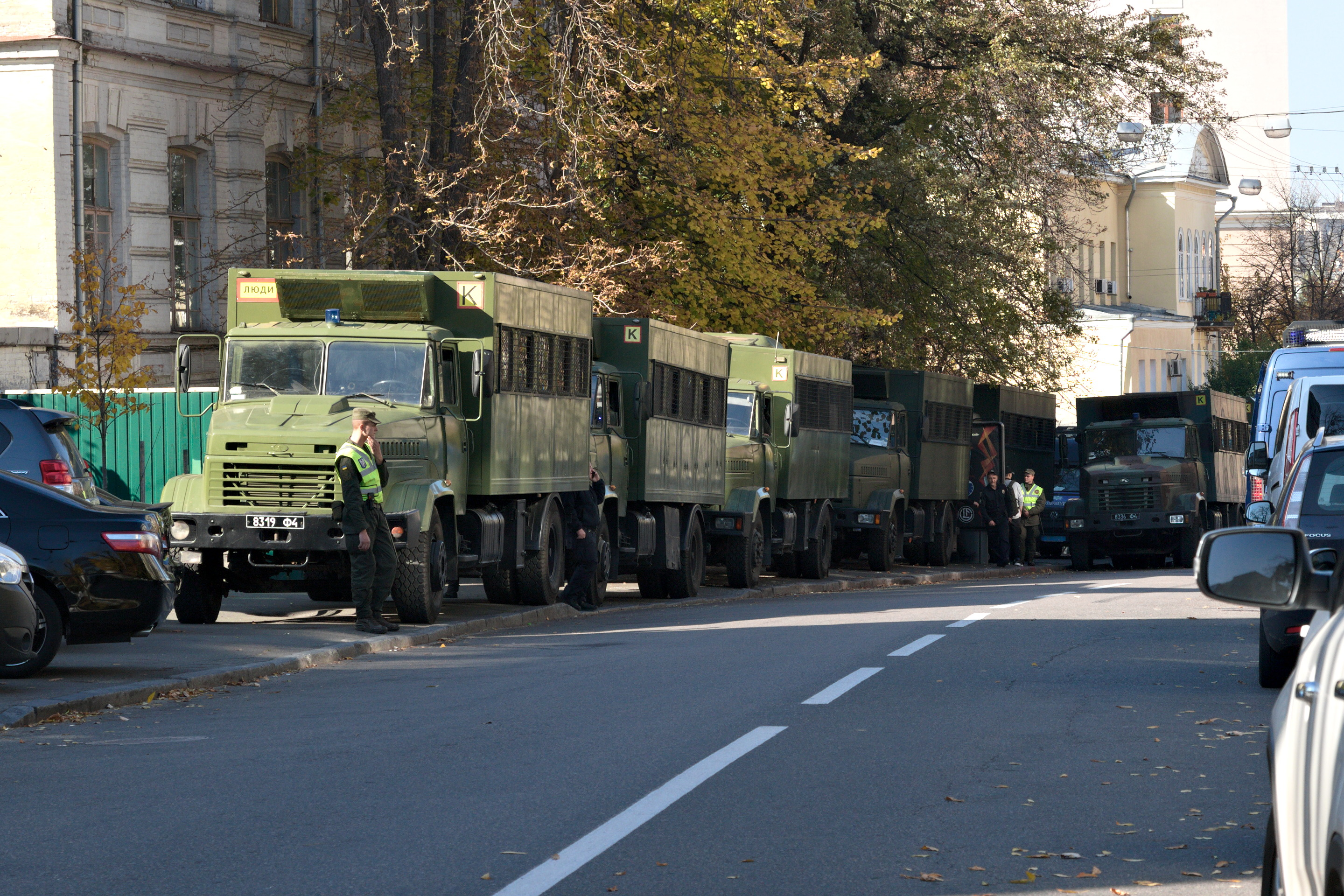
Спецавтомобілі неподалік Офісу Президента

Марш УПА «Захистимо українську землю!», Київ, 14 жовтня 2019 року
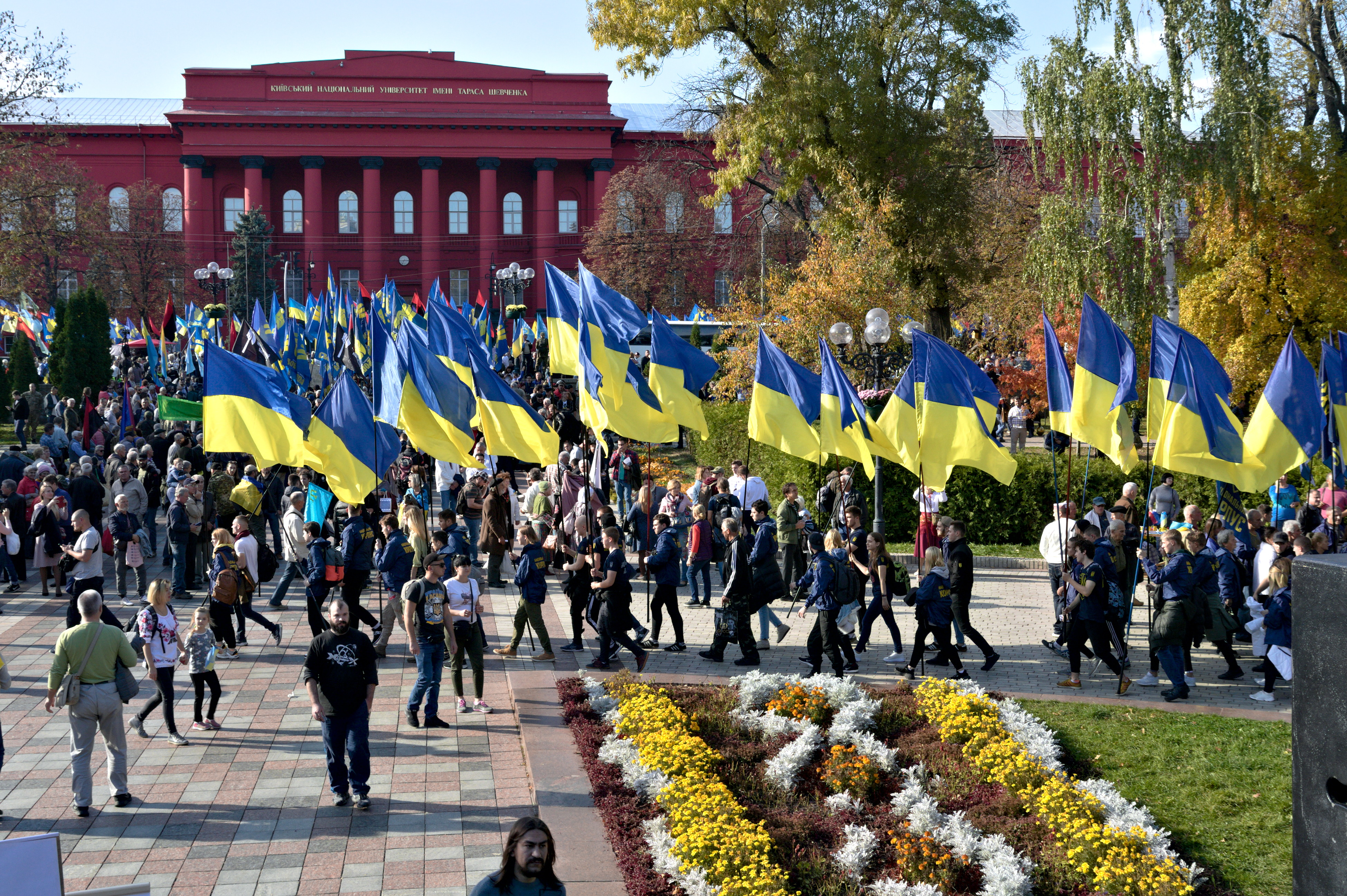
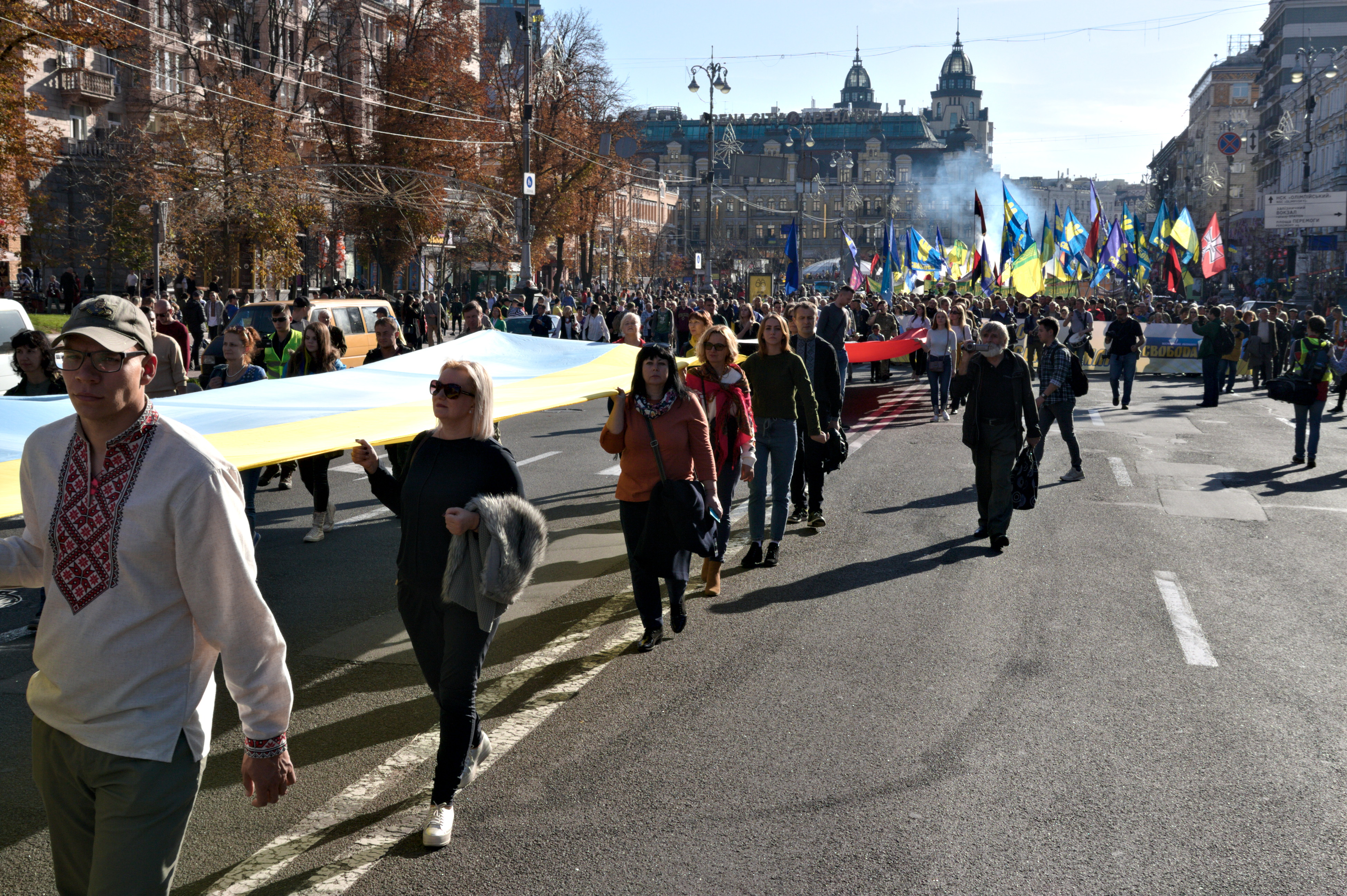
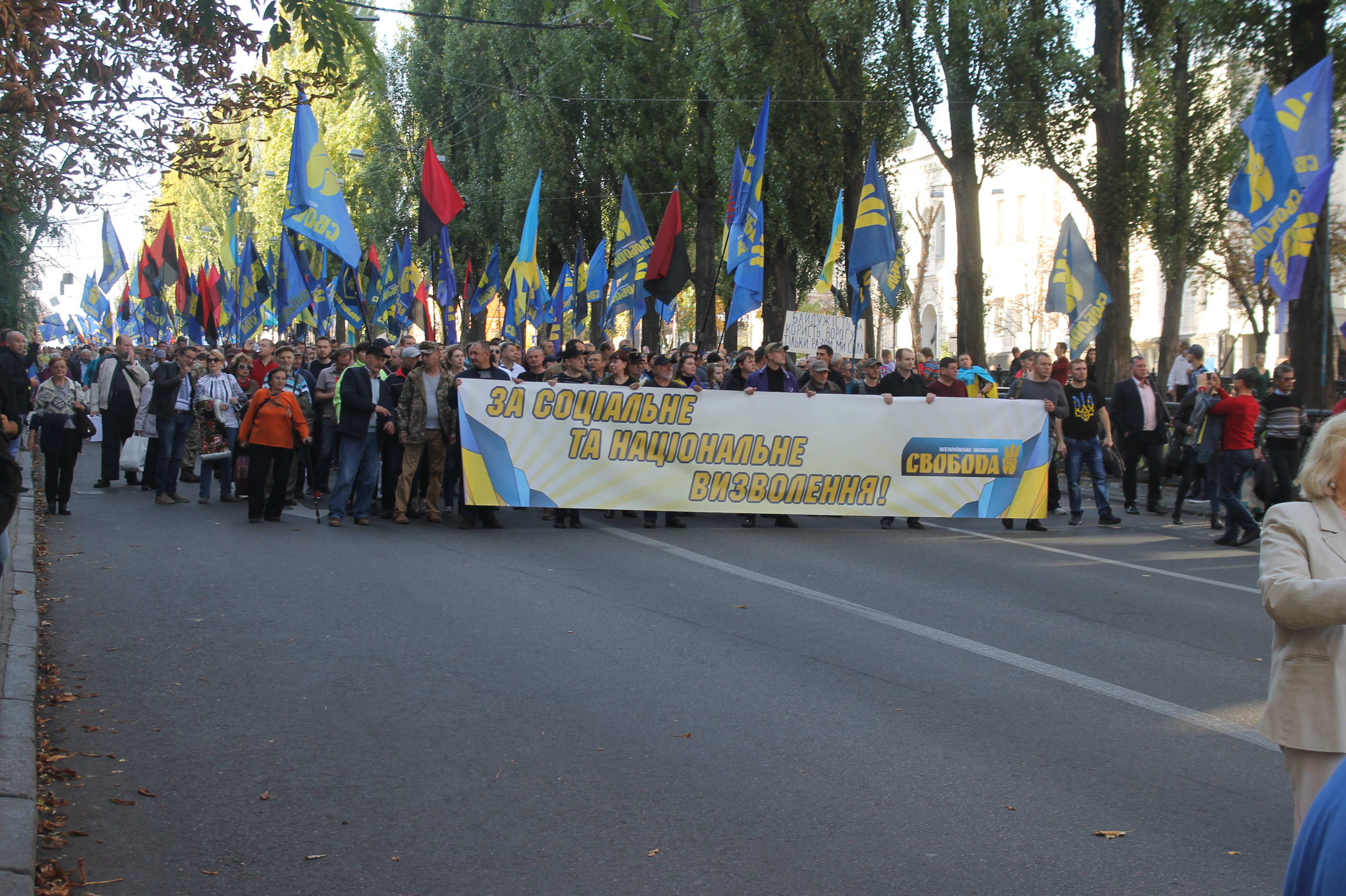
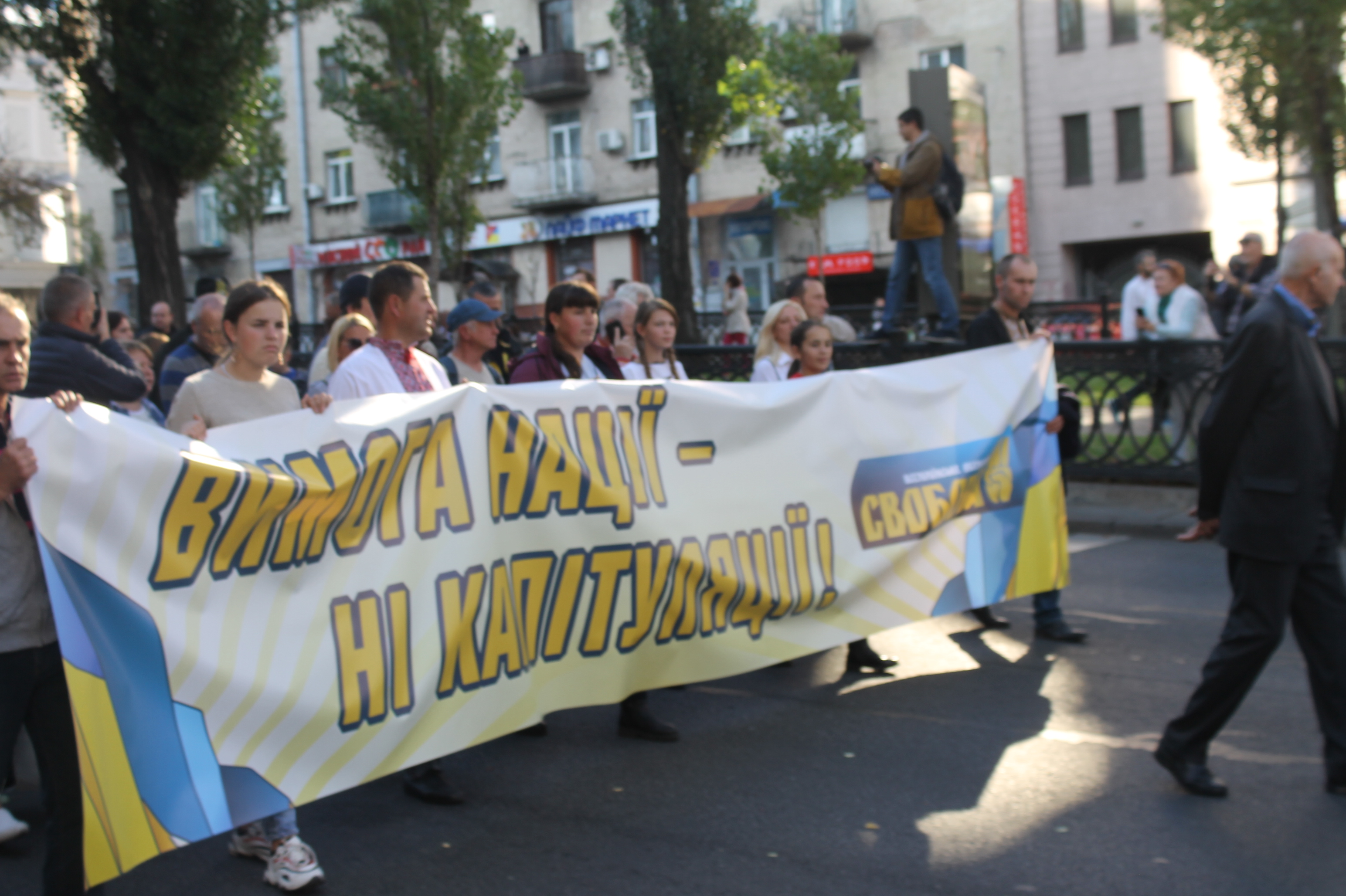
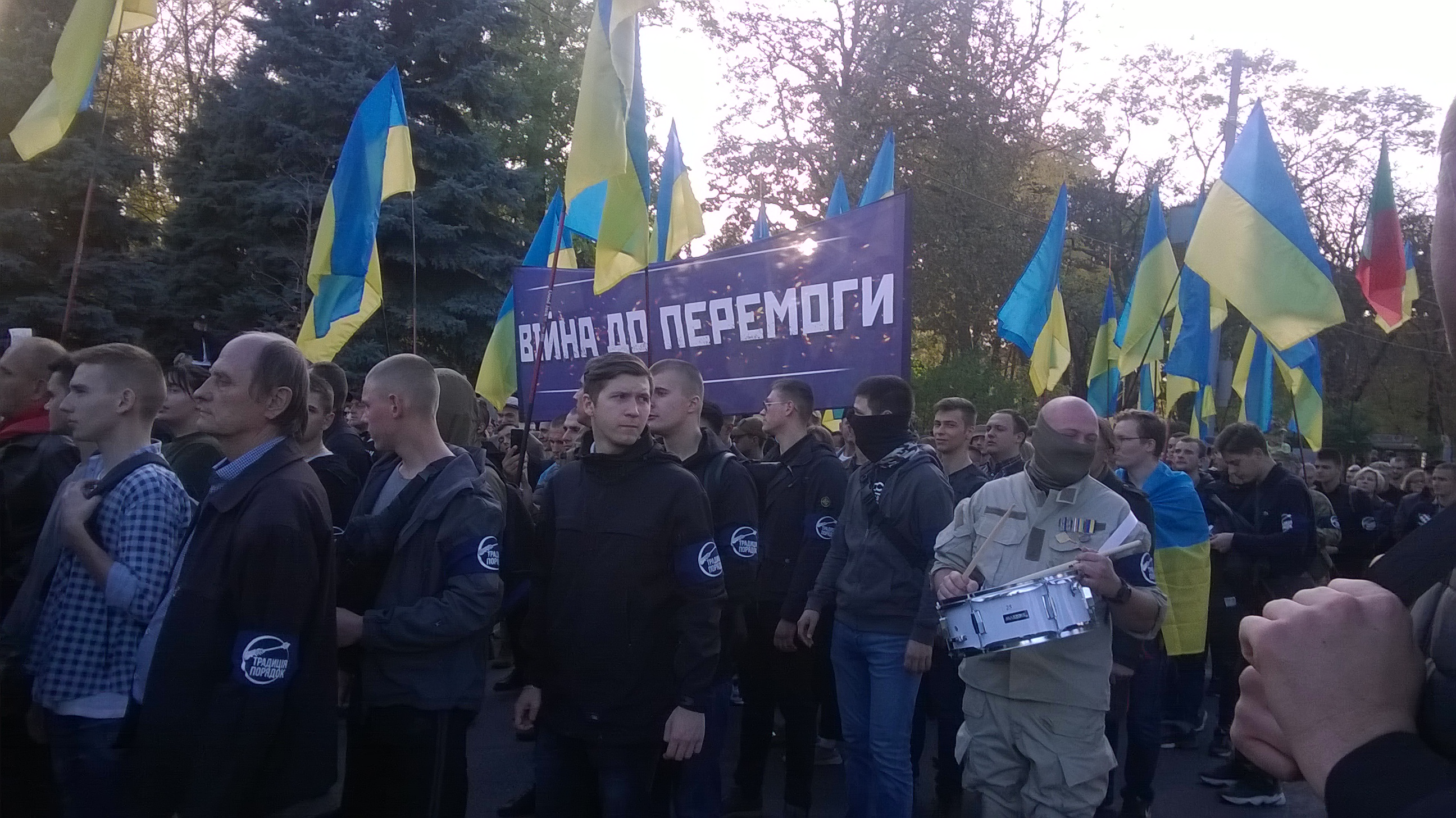
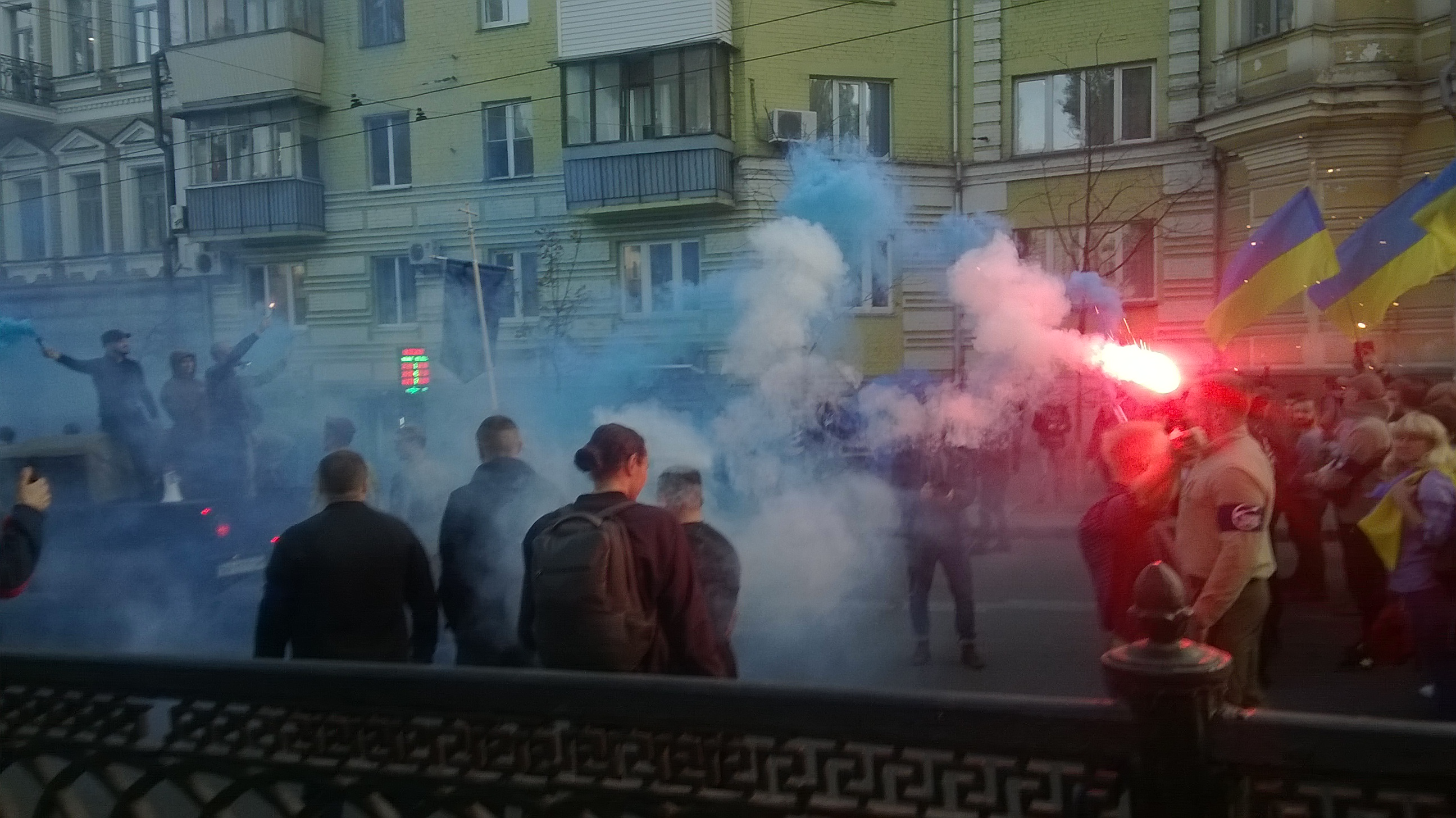
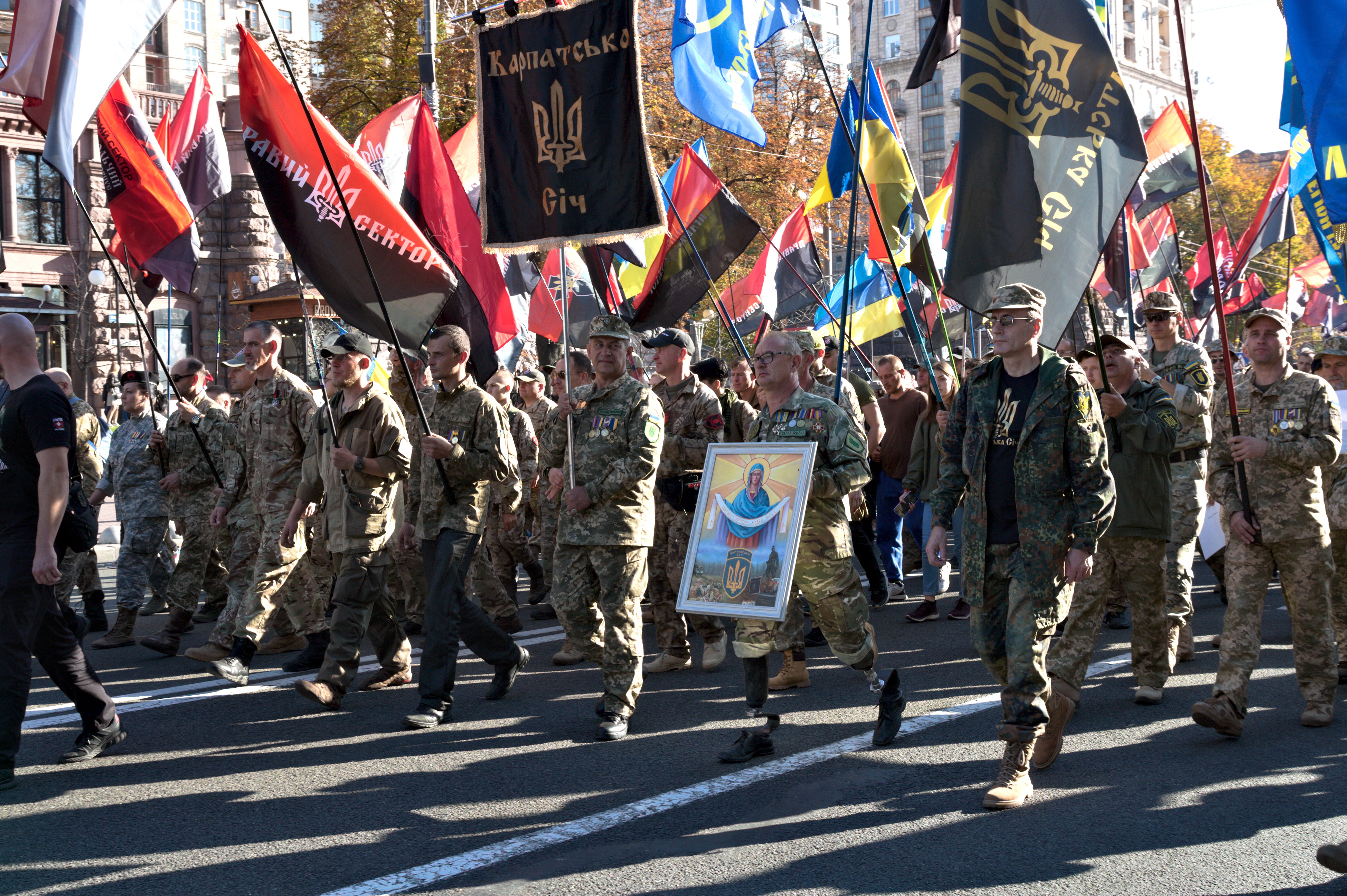
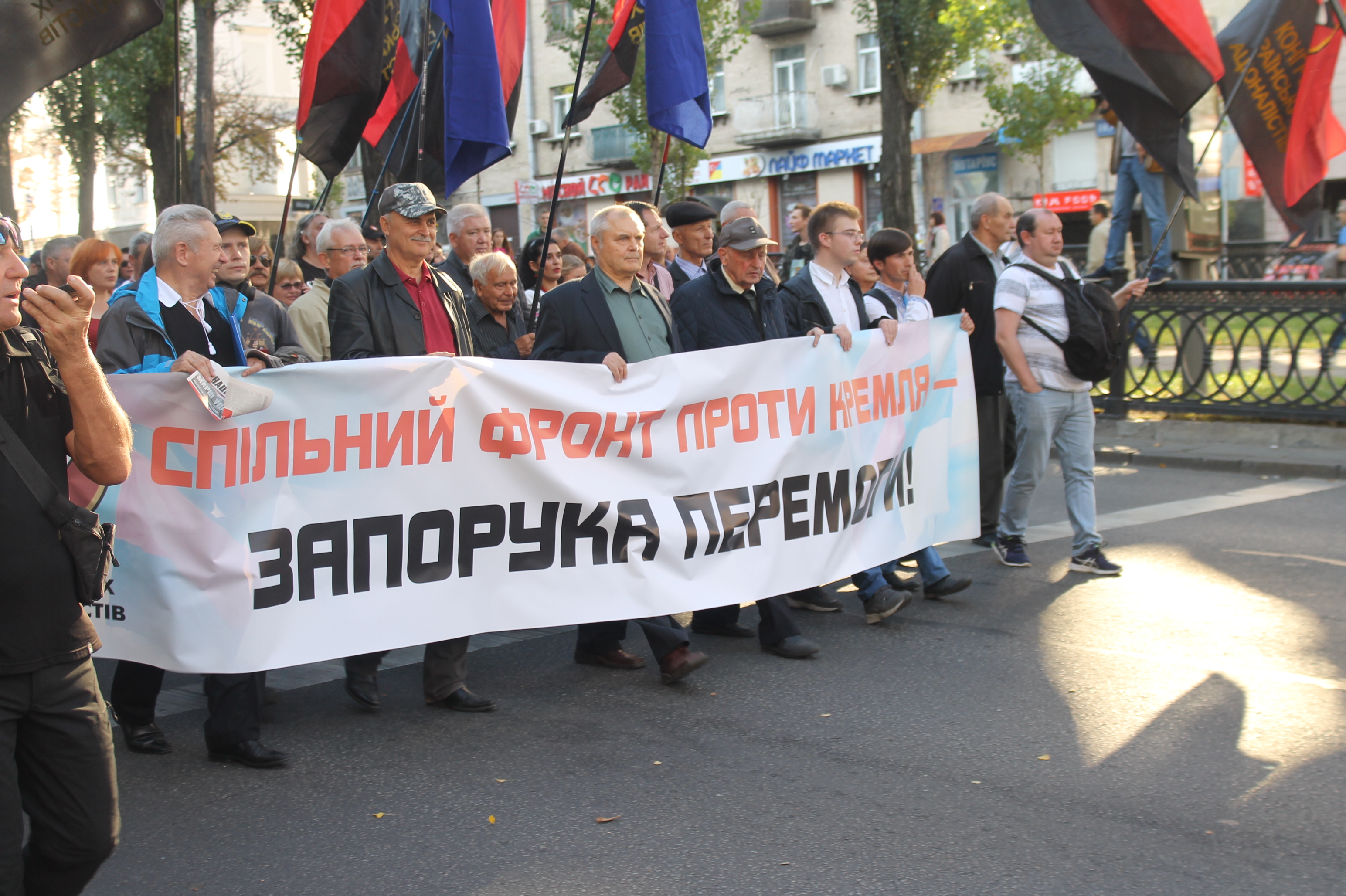
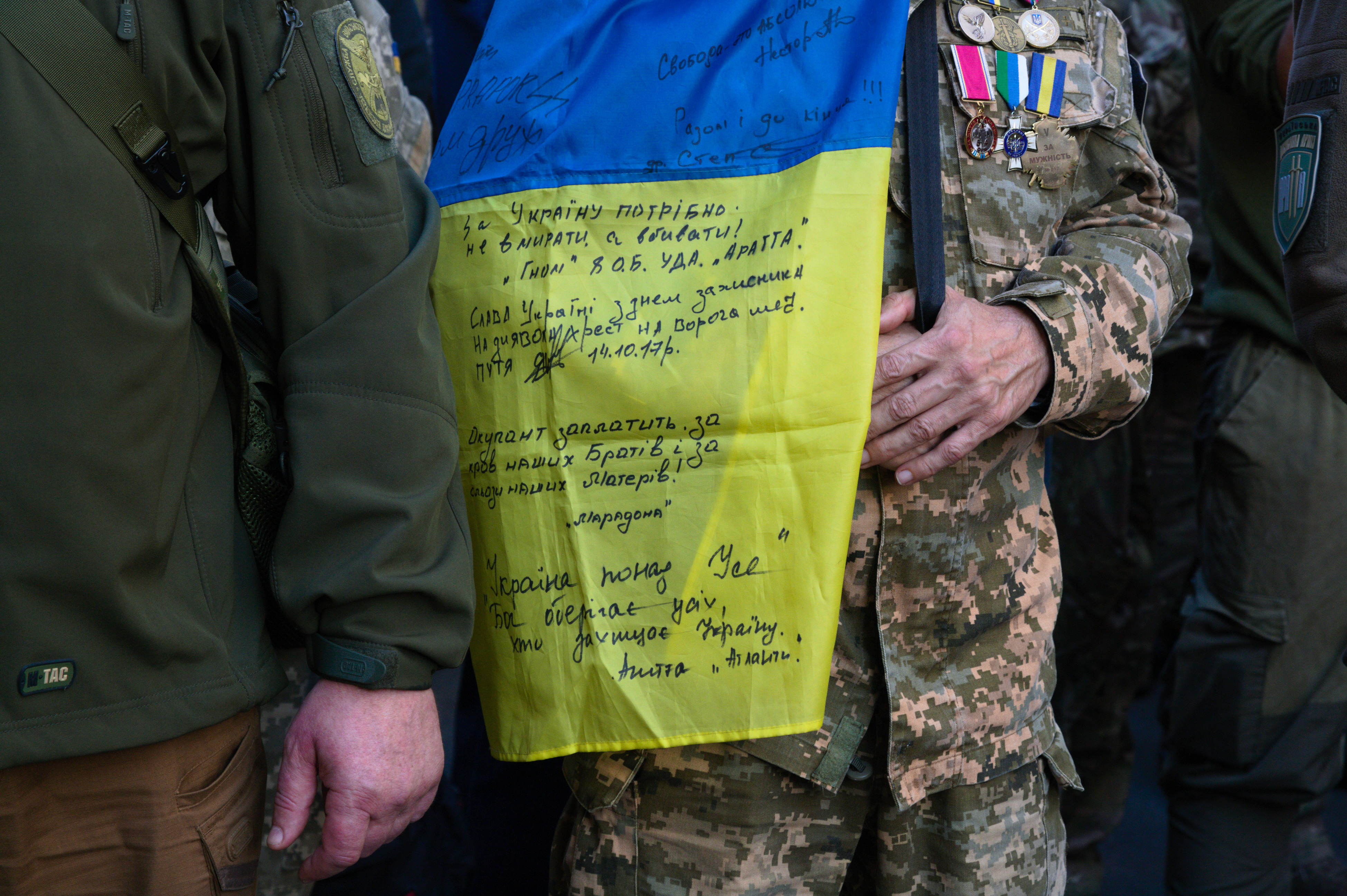
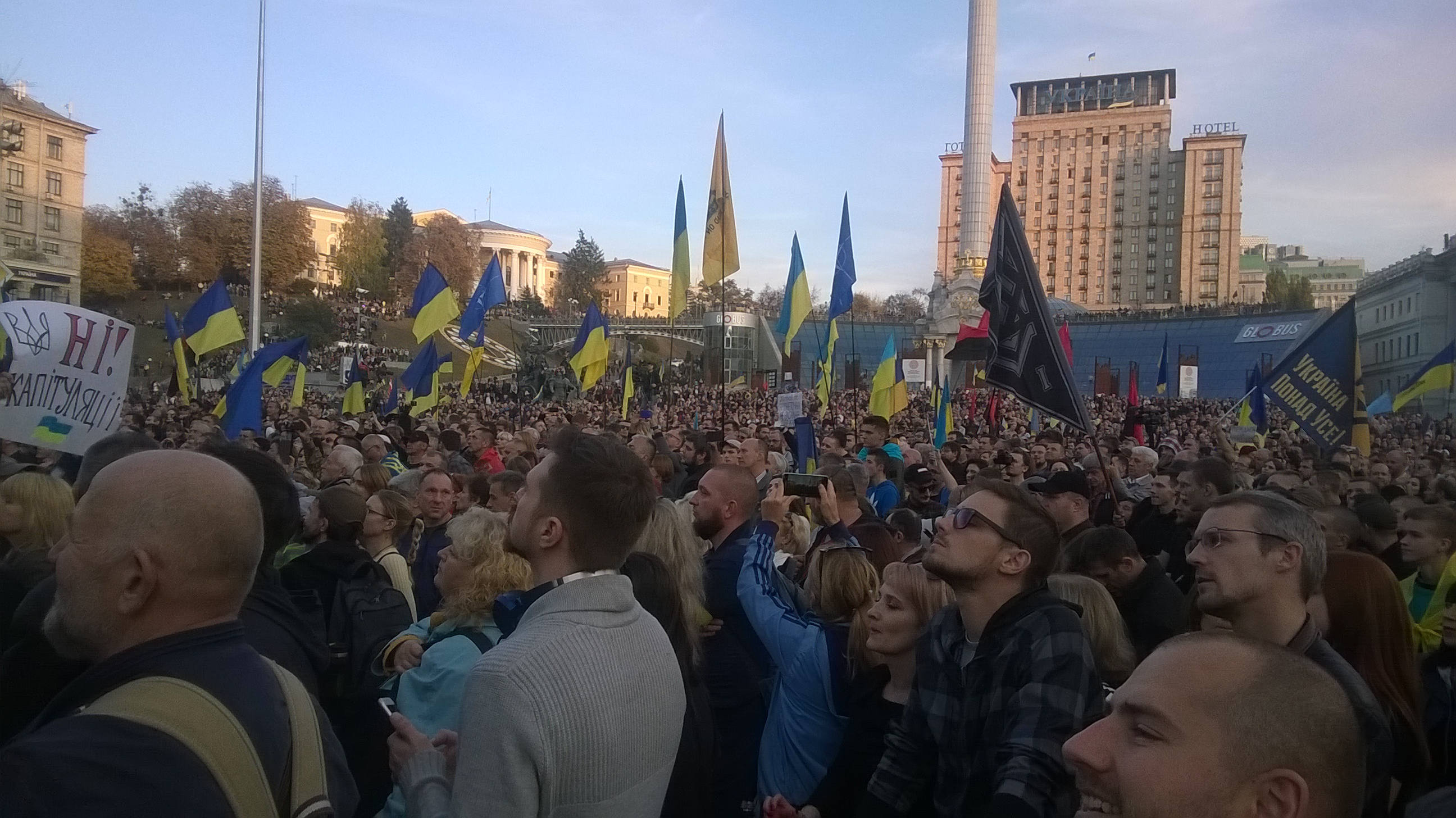
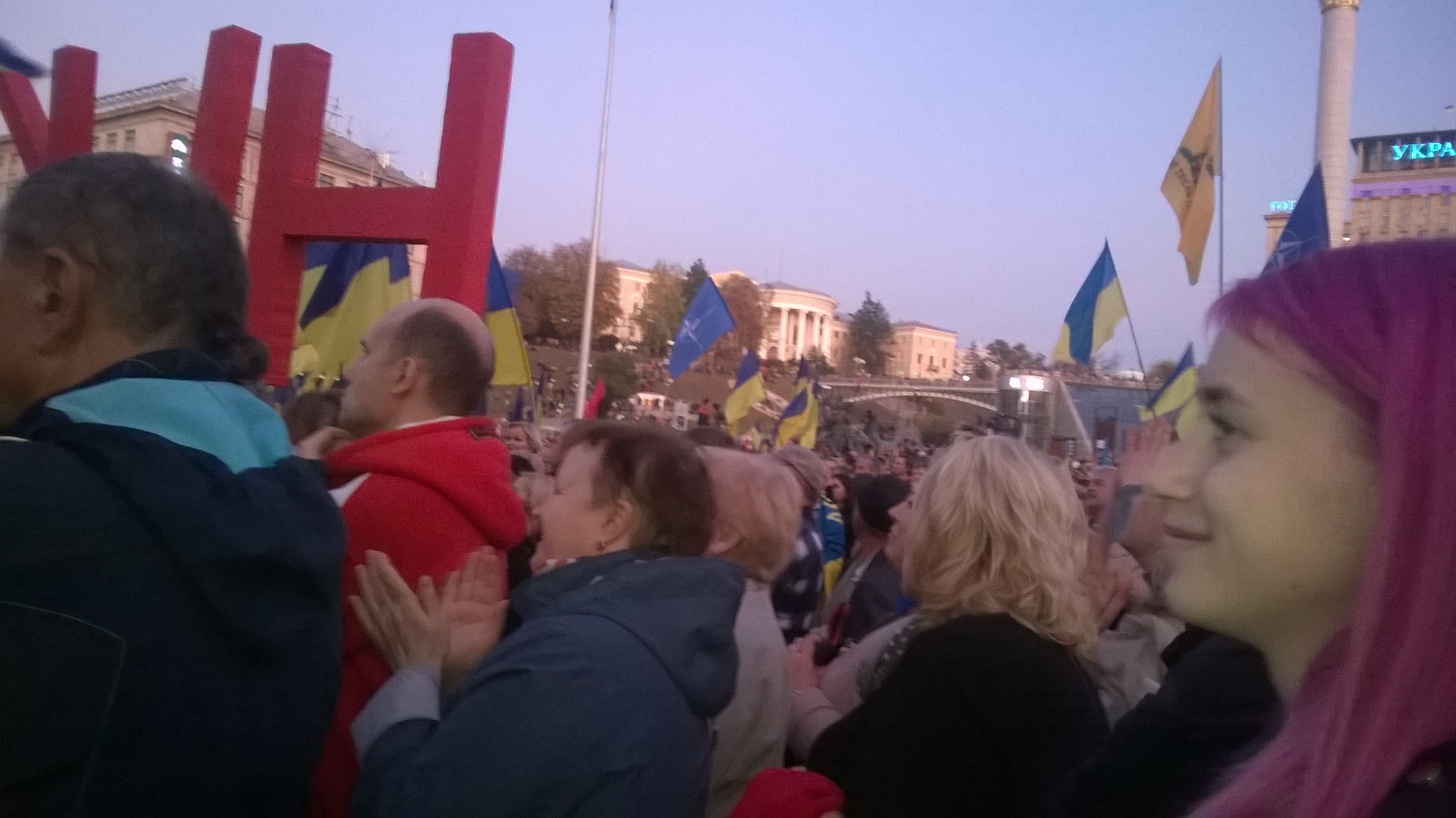

«Ні кроку назад!», Київ, 29 жовтня 2019 року
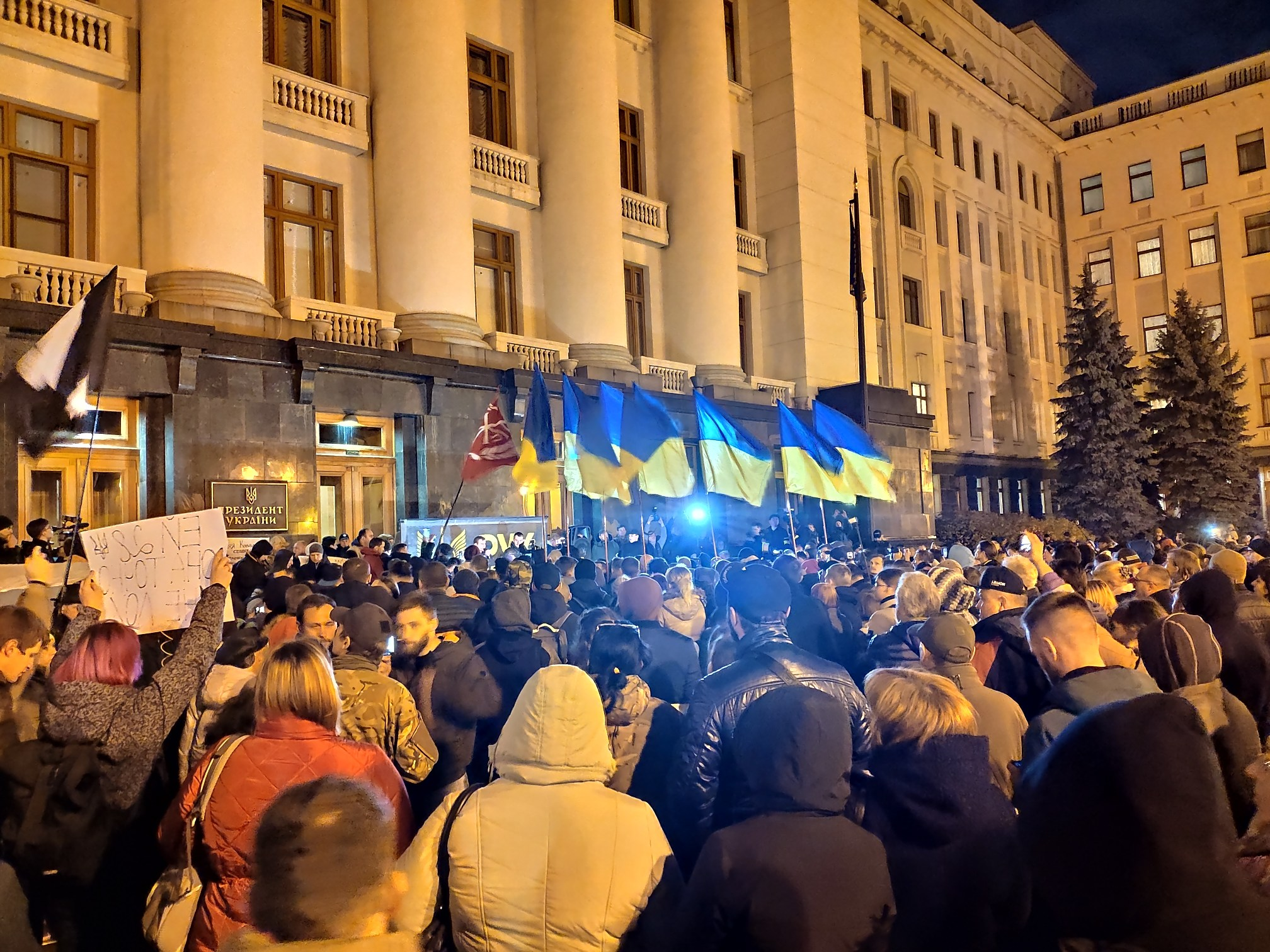
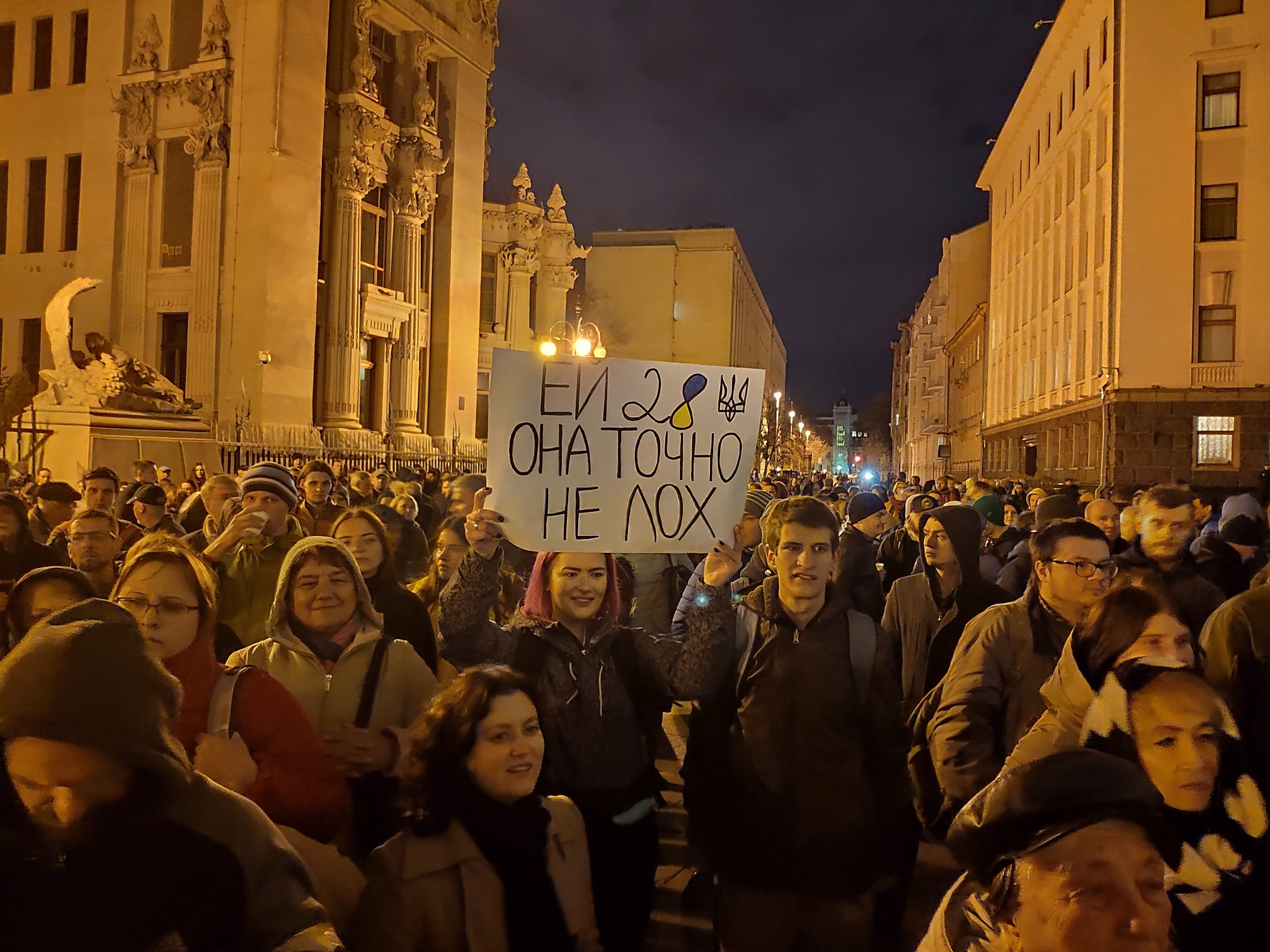
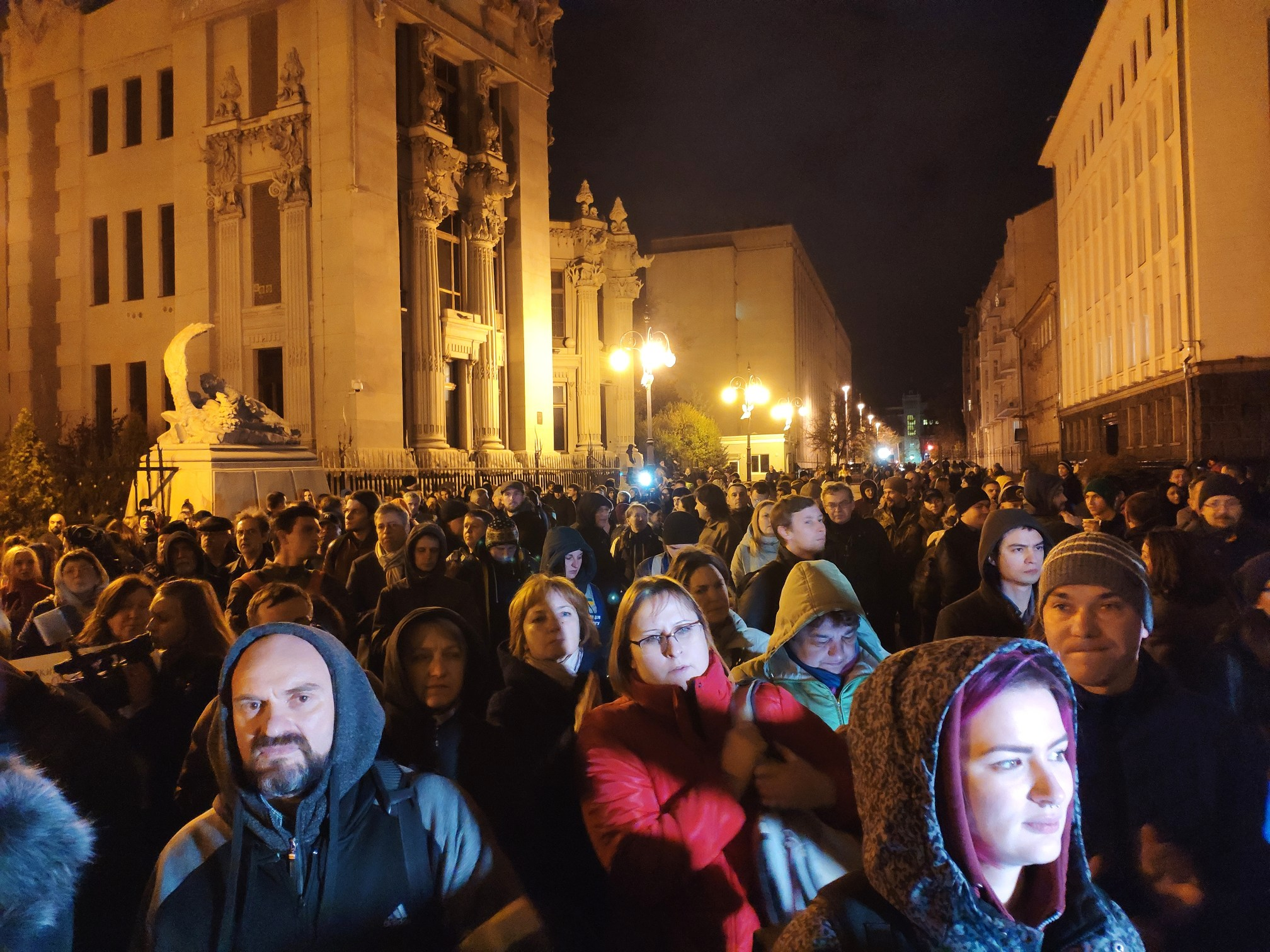
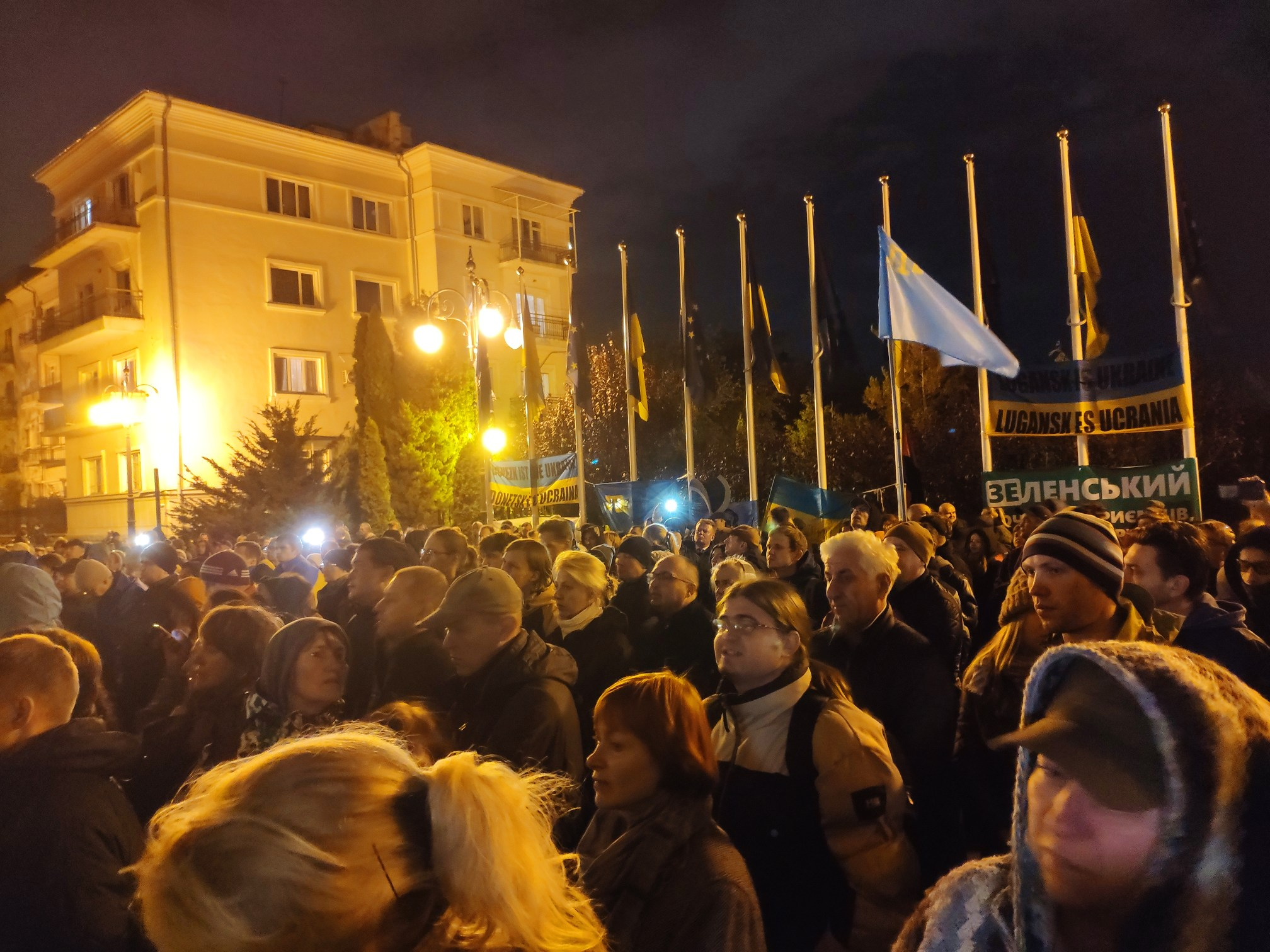
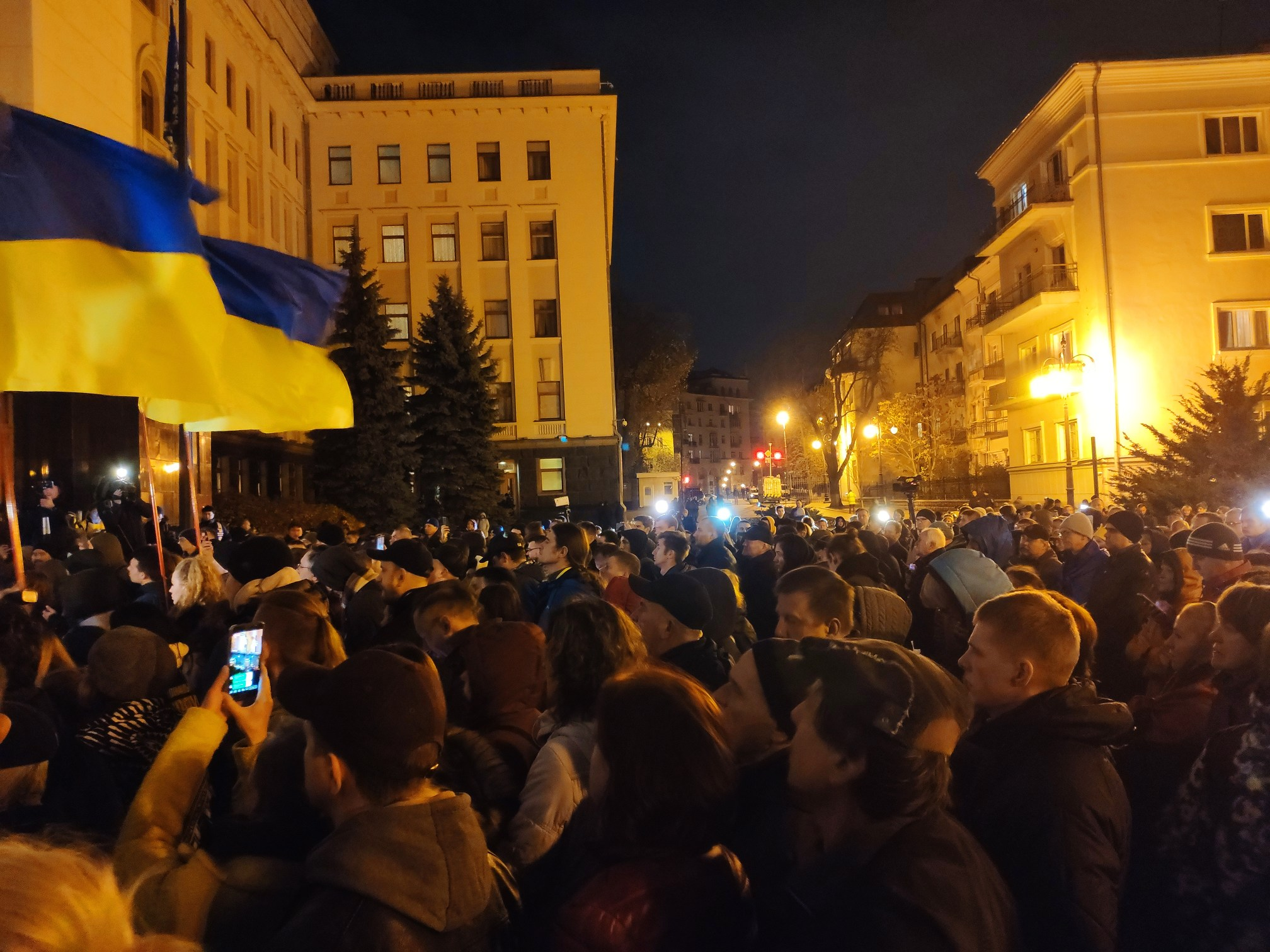